# Japanische Flugzeuge im Zweiten Weltkrieg
Im Zweiten Weltkrieg wurden von Japan zahlreiche Flugzeugtypen eingesetzt. Die wichtigsten davon finden sich im Folgenden aufgelistet.
Sowohl das Kaiserlich Japanische Heer wie die Kaiserlich Japanische Marine verfügten über eine eigene Luftwaffe, die weitgehend unabhängig voneinander Flugzeugentwicklung betrieben, nur wenige Flugzeugtypen gemeinsam nutzten und auch verschiedene Bezeichnungssysteme eingeführt hatten. Da in Japan neben den auch in diesem Artikel verwendeten Kurzbezeichnungen parallel Langbezeichnungen der Flugzeugtypen in Gebrauch waren, die für die Alliierten verwirrend waren, entwickelten diese ein auf männlichen und weiblichen Vornamen sowie den Namen von Bäumen (für Schulflugzeuge) basierendes Codesystem. Die von den Alliierten zur Identifizierung der japanischen Flugzeuge verwendeten Codenamen sind beim jeweiligen Flugzeugtyp in Anführungszeichen mit angegeben. Zur besseren zeitlichen Einordnung ist für den jeweiligen Flugzeugtyp auch das Jahr des Erstflugs in Klammern beigefügt; Einsatzreife war in der Regel ein bis zwei Jahre nach dem Erstflug erreicht.

## Flugzeuge der Kaiserlich Japanischen Heeresluftstreitkräfte

### Jagdflugzeuge
Einmotorige Jagdflugzeuge
- Kawasaki Ki-10 »Perry« (1935) – Doppeldecker
- Nakajima Ki-27 »Nate« (1936)
- Nakajima Ki-43 Hayabusa »Oscar« (1939)
- Nakajima Ki-44 Shoki »Tojo« (1940) – Abfangjäger
- Kawasaki Ki-61 Hien »Tony« (1941)
- Nakajima Ki-84 Hayate »Frank« (1943)
- Kawasaki Ki-100 (1945)

Zweimotorige Jagdflugzeuge
- Kawasaki Ki-45 Toryu »Nick« (1941)
- Kawasaki Ki-102 »Randy« (1944)
- Mitsubishi Ki-109 (1944) – Jägervariante der Ki-67

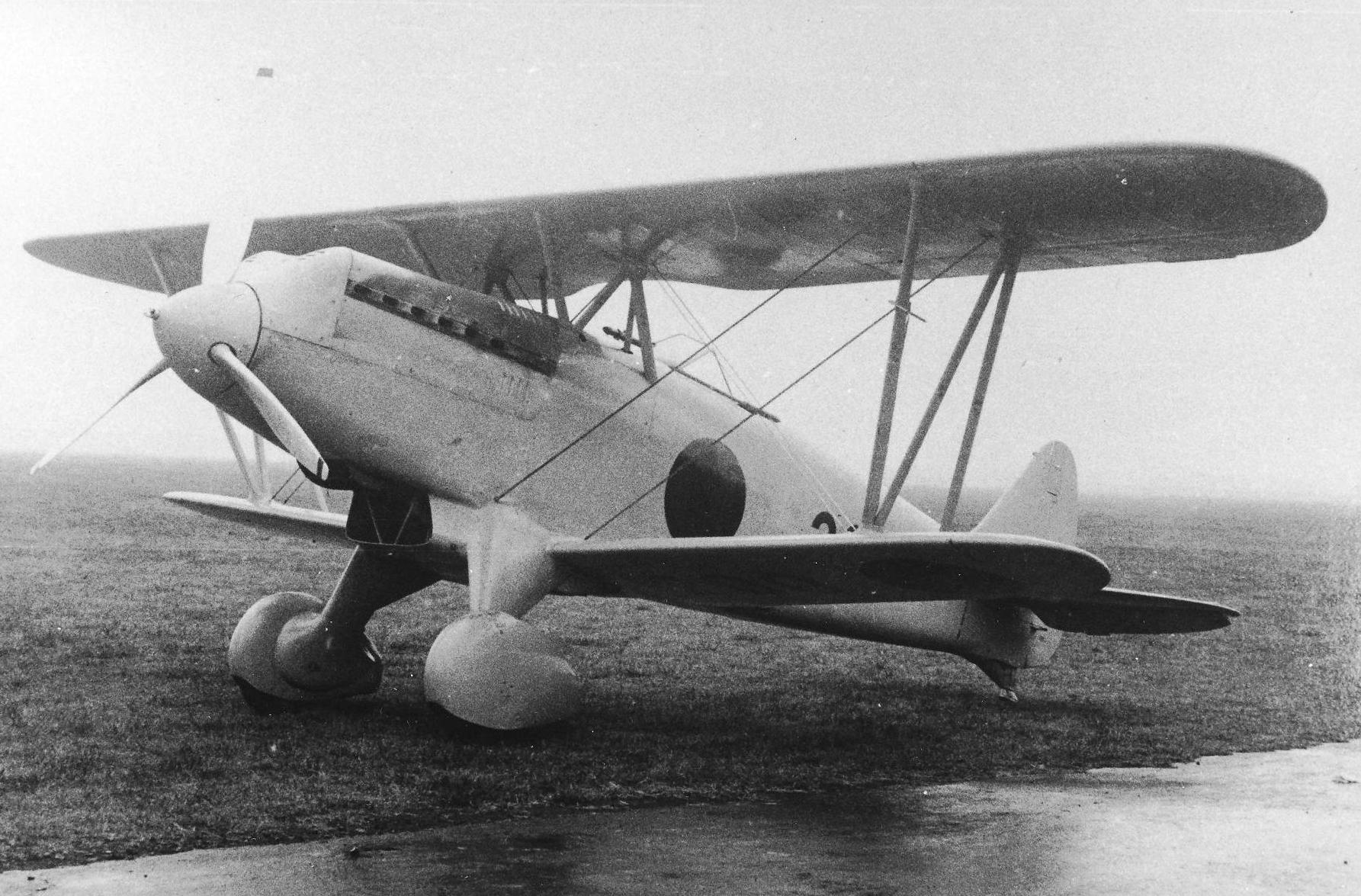
Kawasaki Ki-10
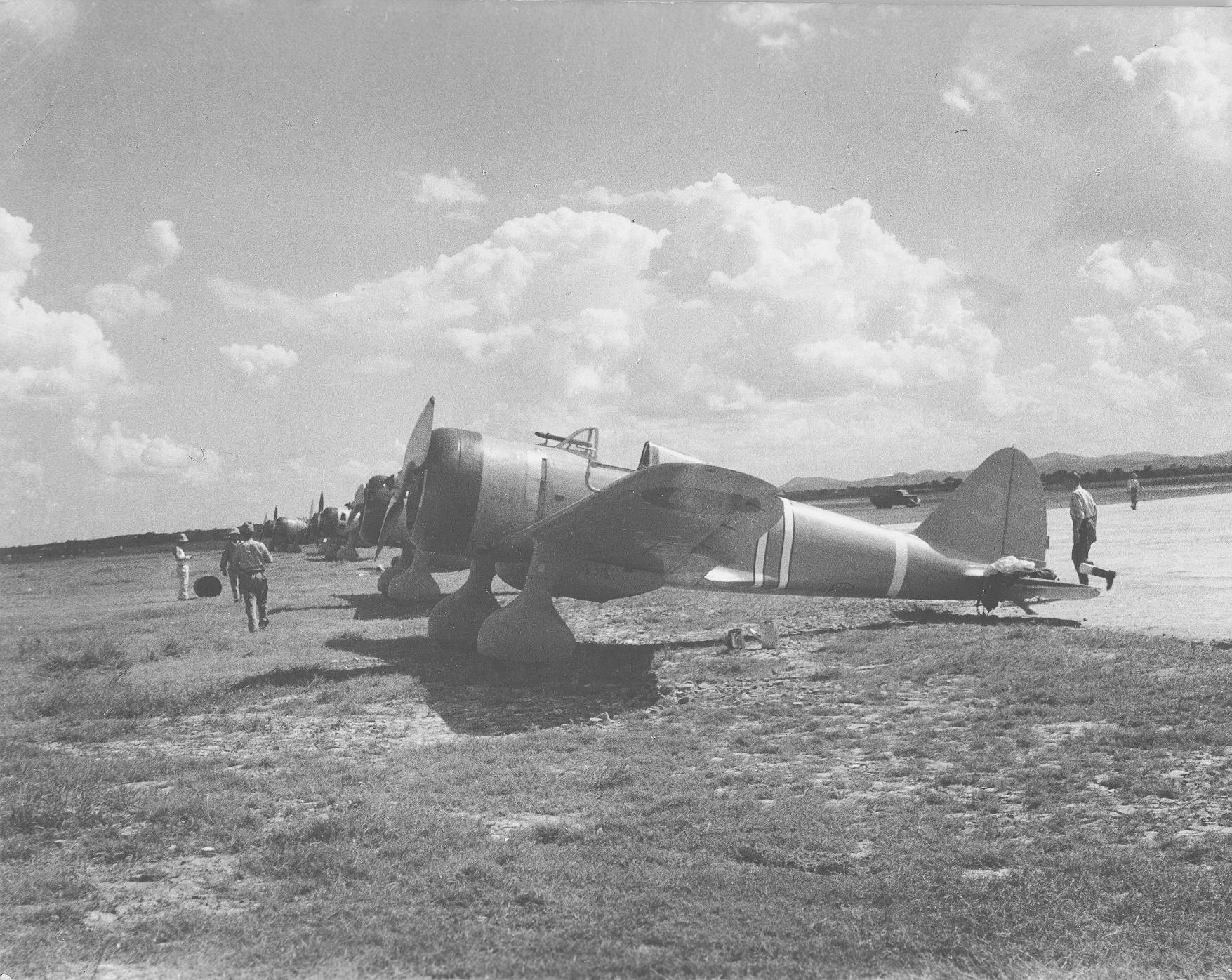
Nakajima Ki-27
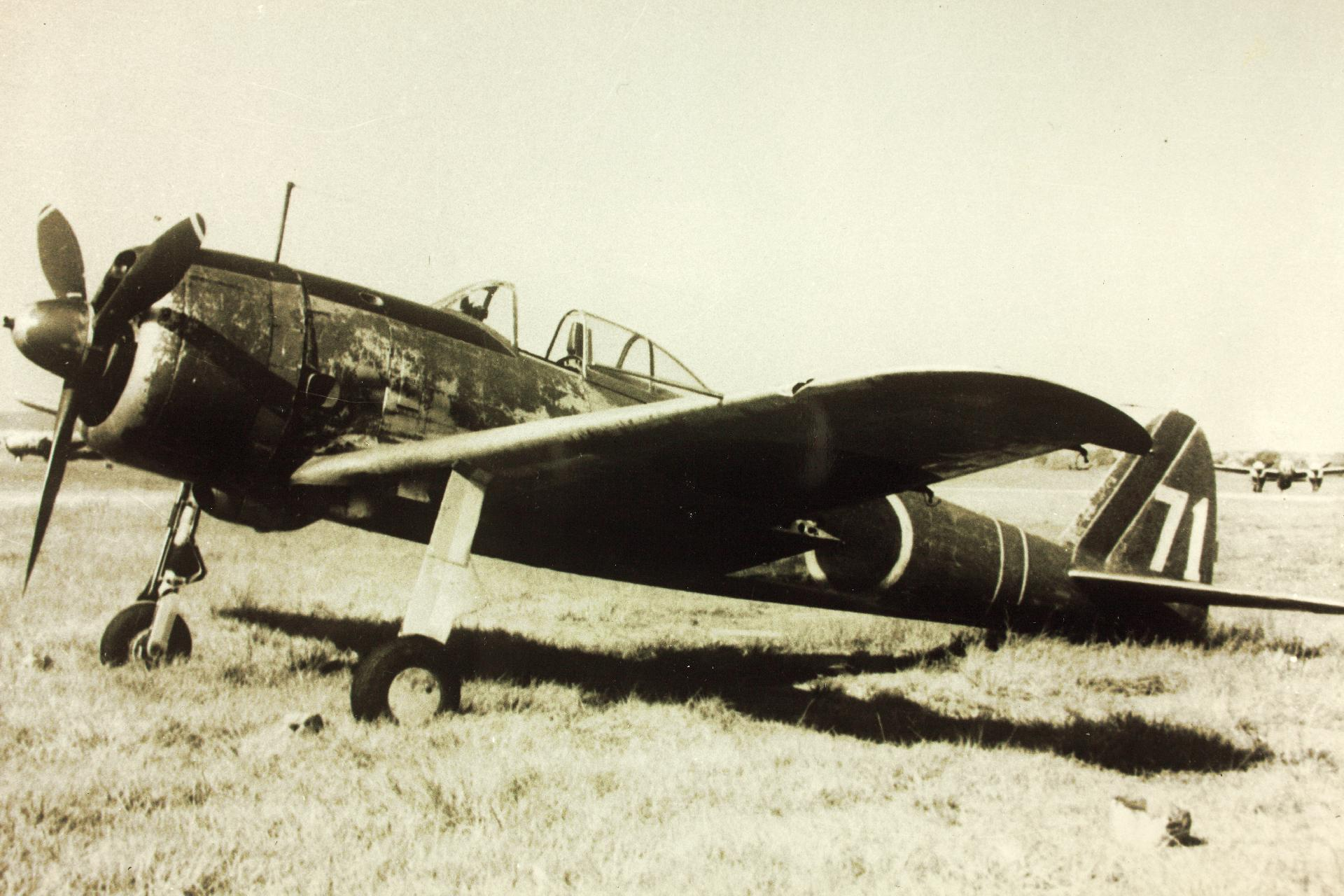
Nakajima Ki-43
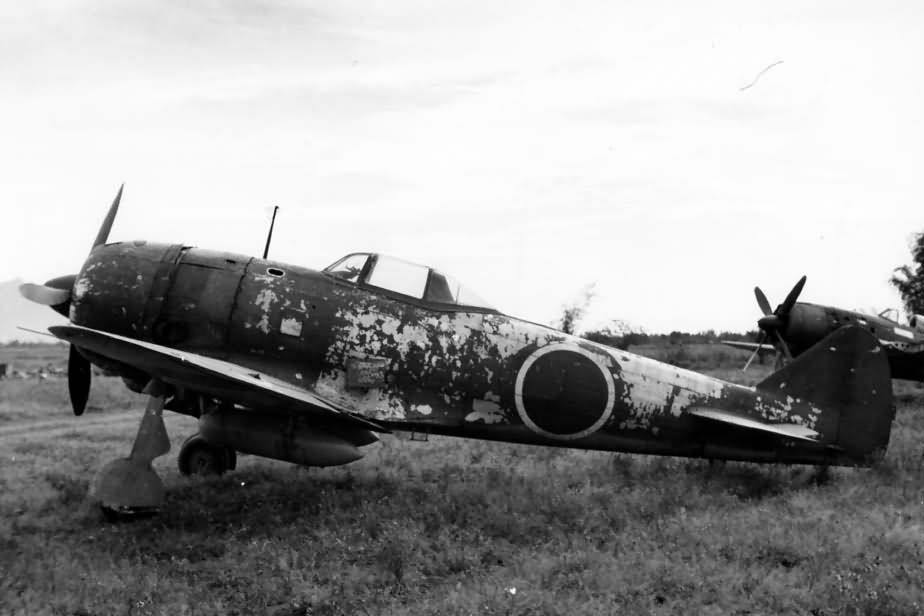
Nakajima Ki-44
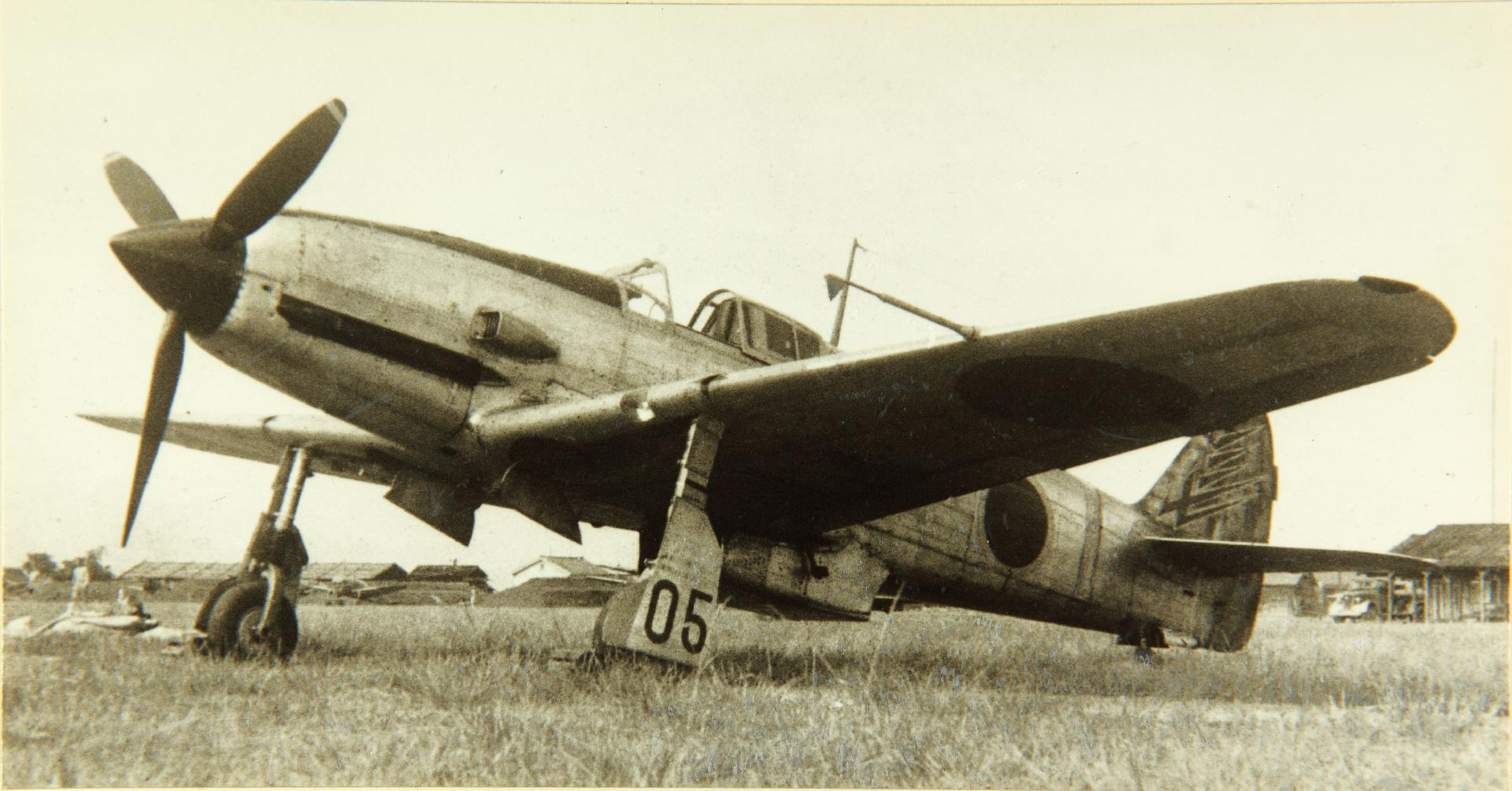
Kawasaki Ki-61
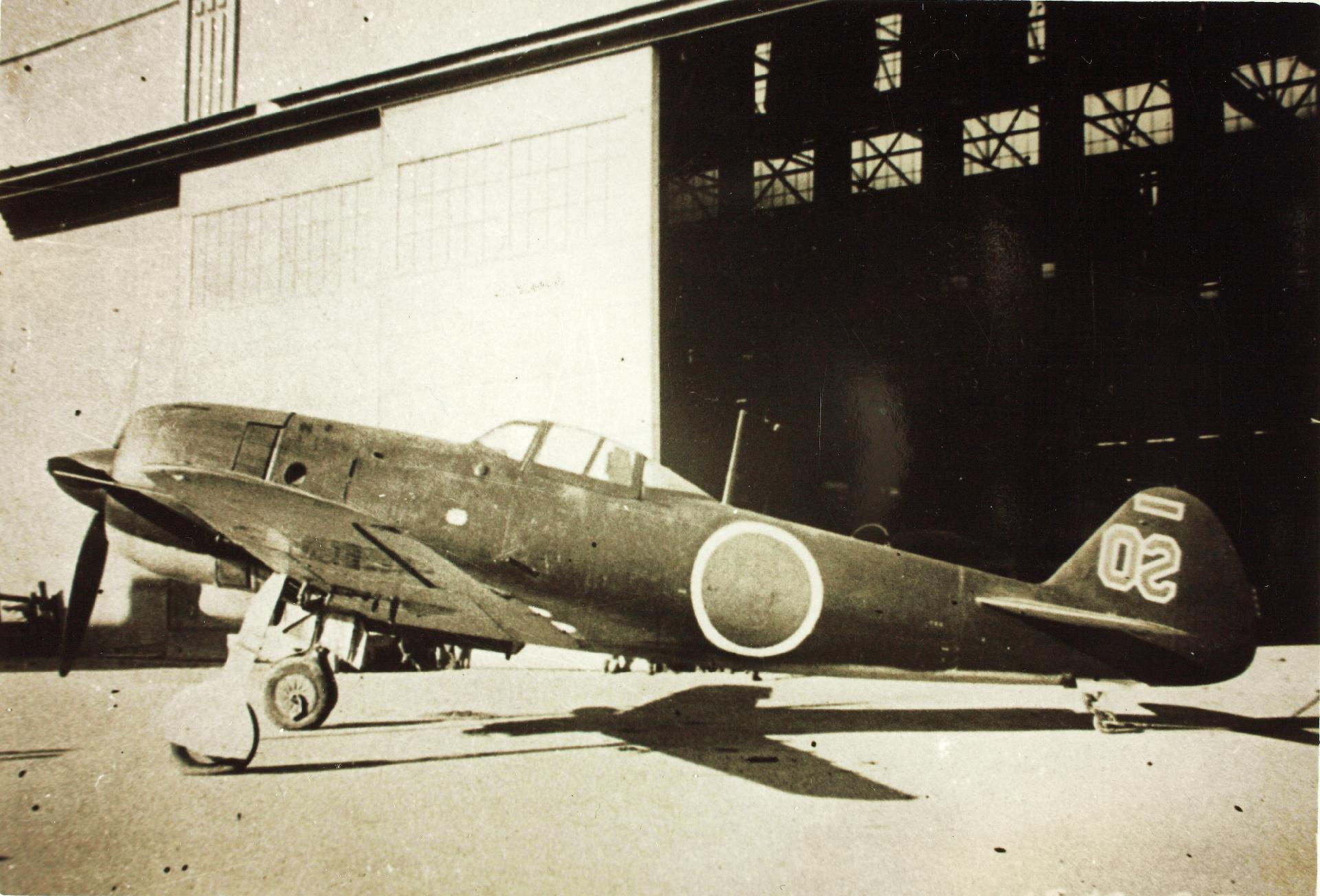
Nakajima Ki-84
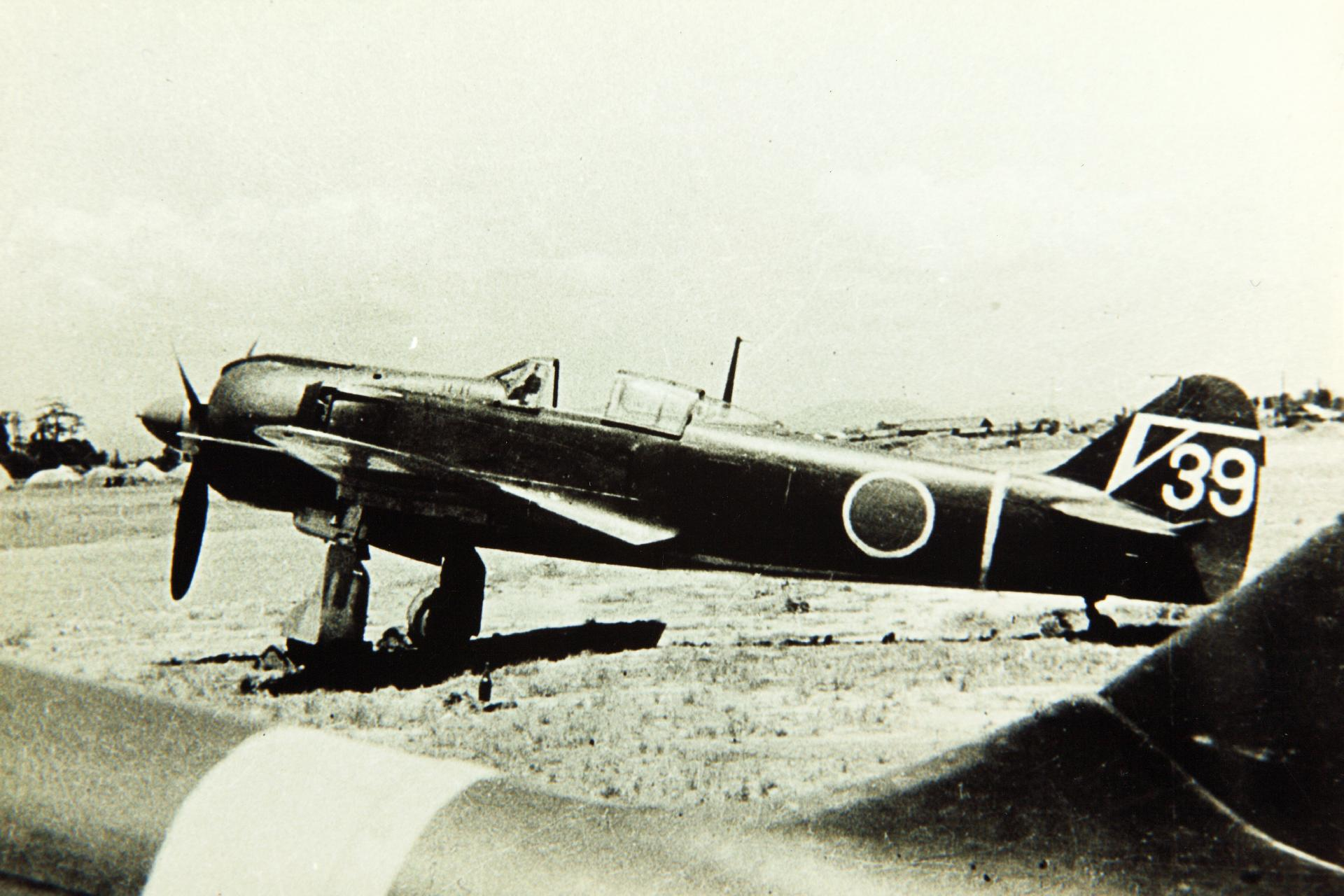
Kawasaki Ki-100
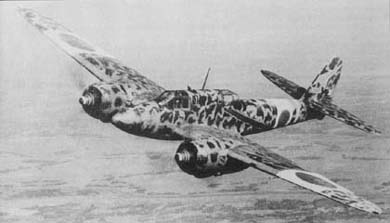
Kawasaki Ki-45
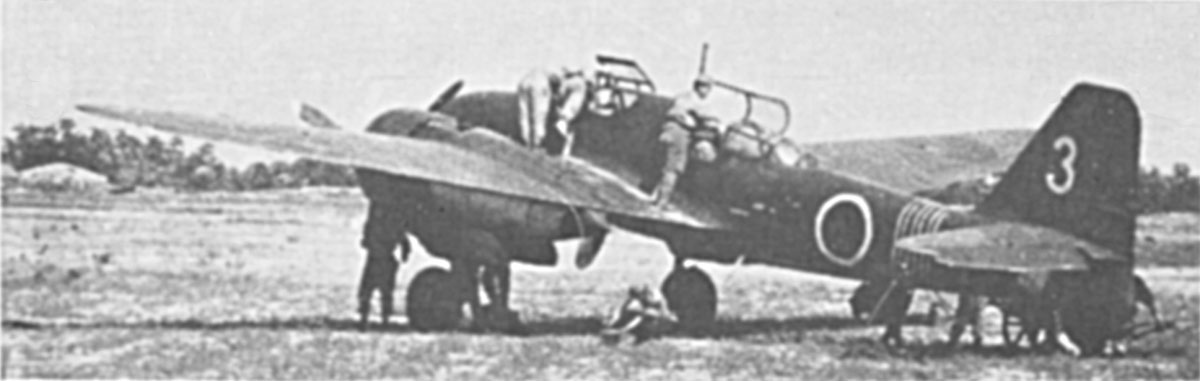
Kawasaki Ki-102
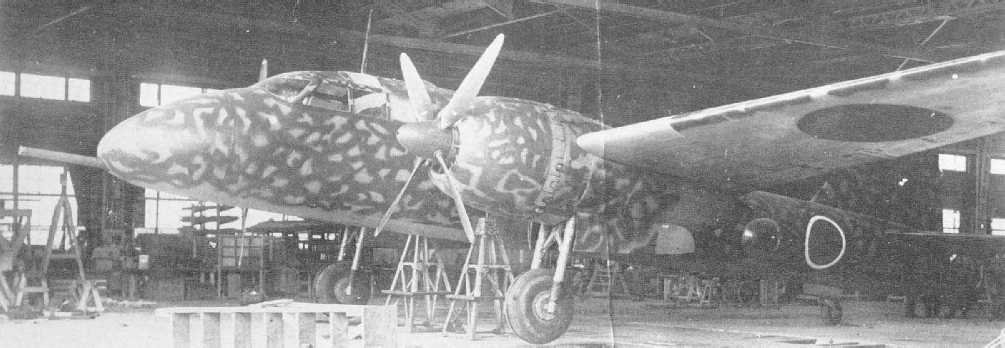
Mitsubishi Ki-109

### Bombenflugzeuge
Leichte Bomber und Erdkampfflugzeuge
- Mitsubishi Ki-30 »Ann« (1937)
- Kawasaki Ki-32 »Mary« (1937)
- Kawasaki Ki-48 »Lily« (1939)
- Mitsubishi Ki-51 »Sonia« (1939)

Mittelschwere Bomber
- Fiat Type I »Ruth« – Fiat BR.20 Cicogna (1936), 85 Stück 1938 angekauft
- Mitsubishi Ki-21 »Sally« (1936)
- Nakajima Ki-49 Donryu »Helen« (1939)
- Mitsubishi Ki-67 Hiryu »Peggy« (1942)

Kamikaze-Flugzeuge
- Nakajima Ki-115 Tsurugi (1945)

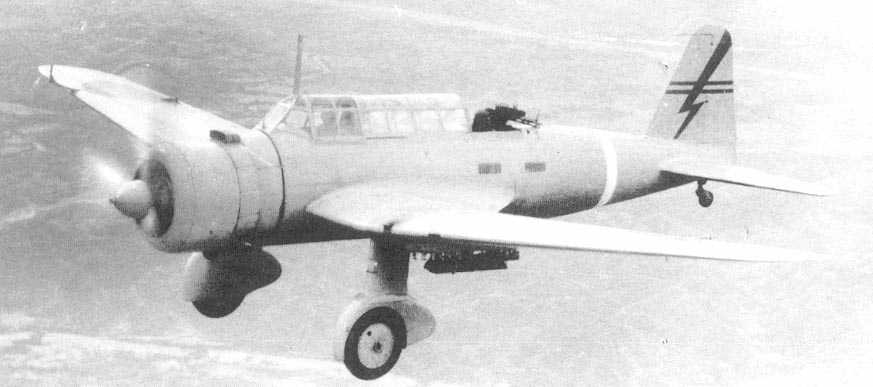
Mitsubishi Ki-30
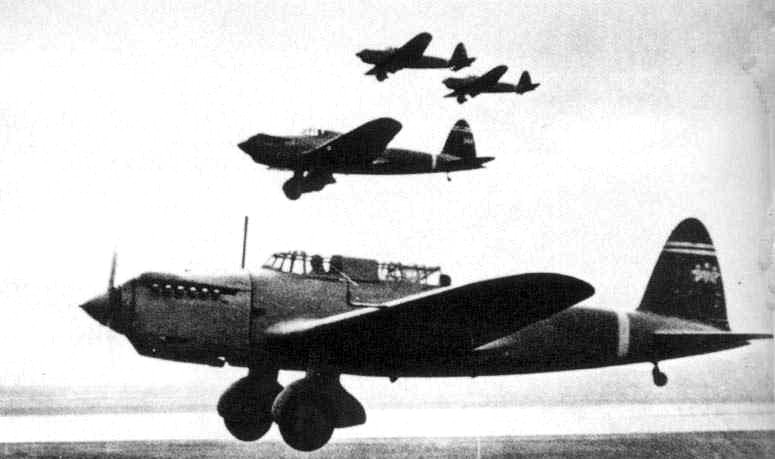
Kawasaki Ki-32
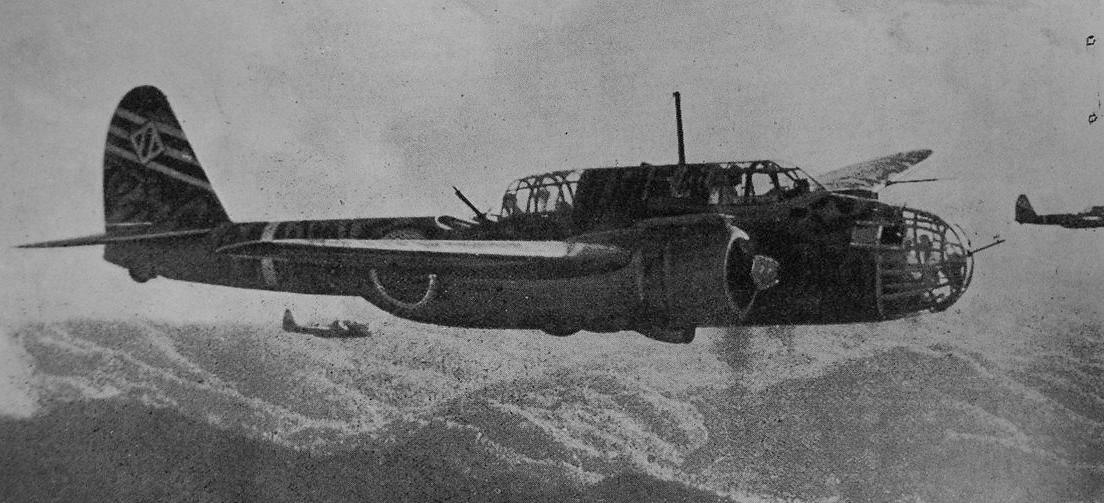
Kawasaki Ki-48
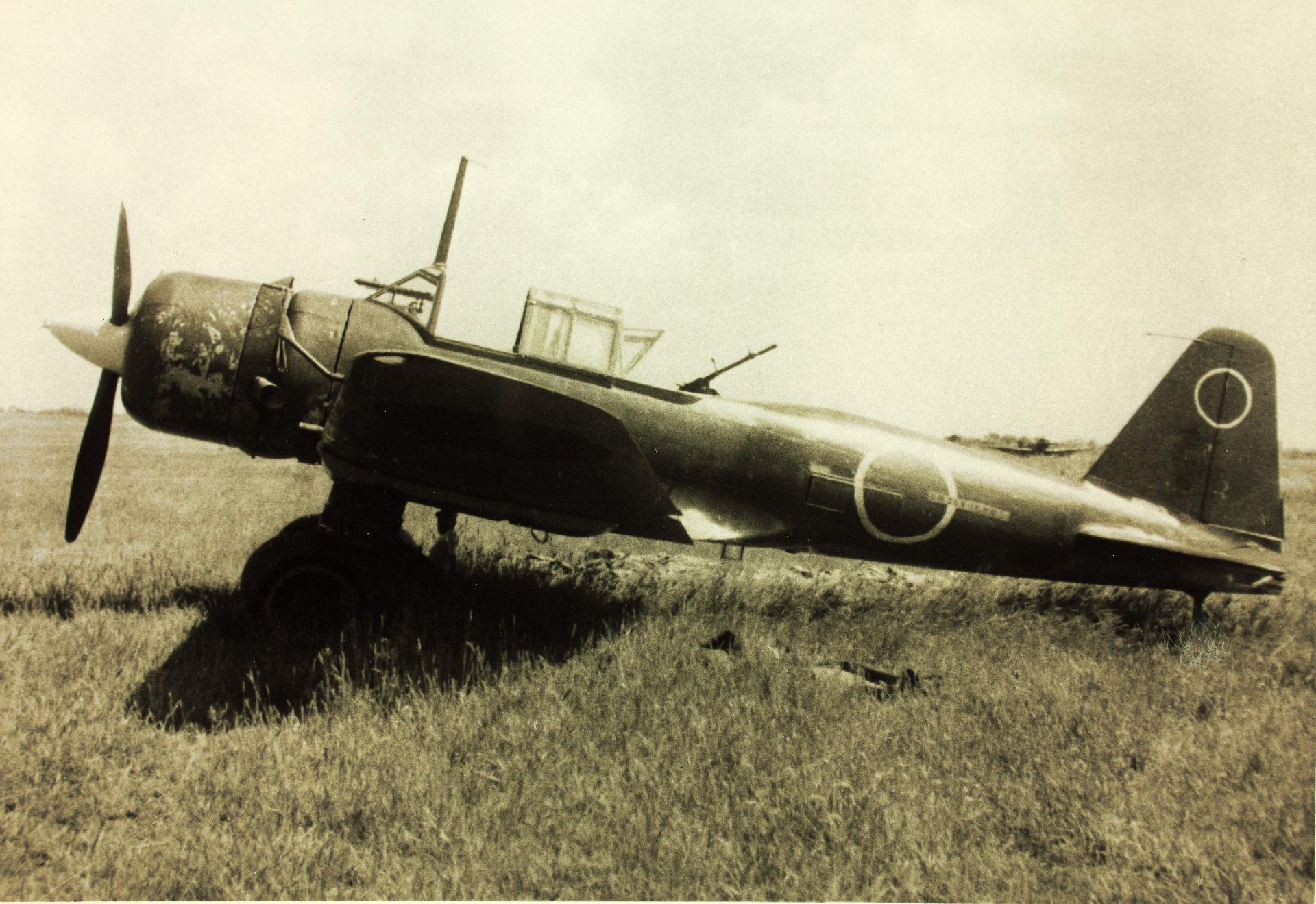
Mitsubishi Ki-51
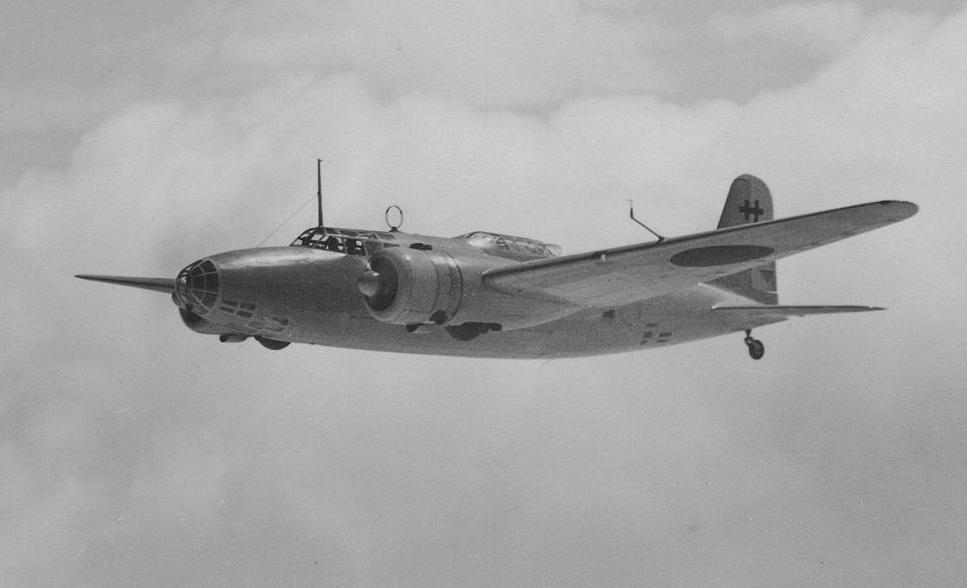
Mitsubishi Ki-21
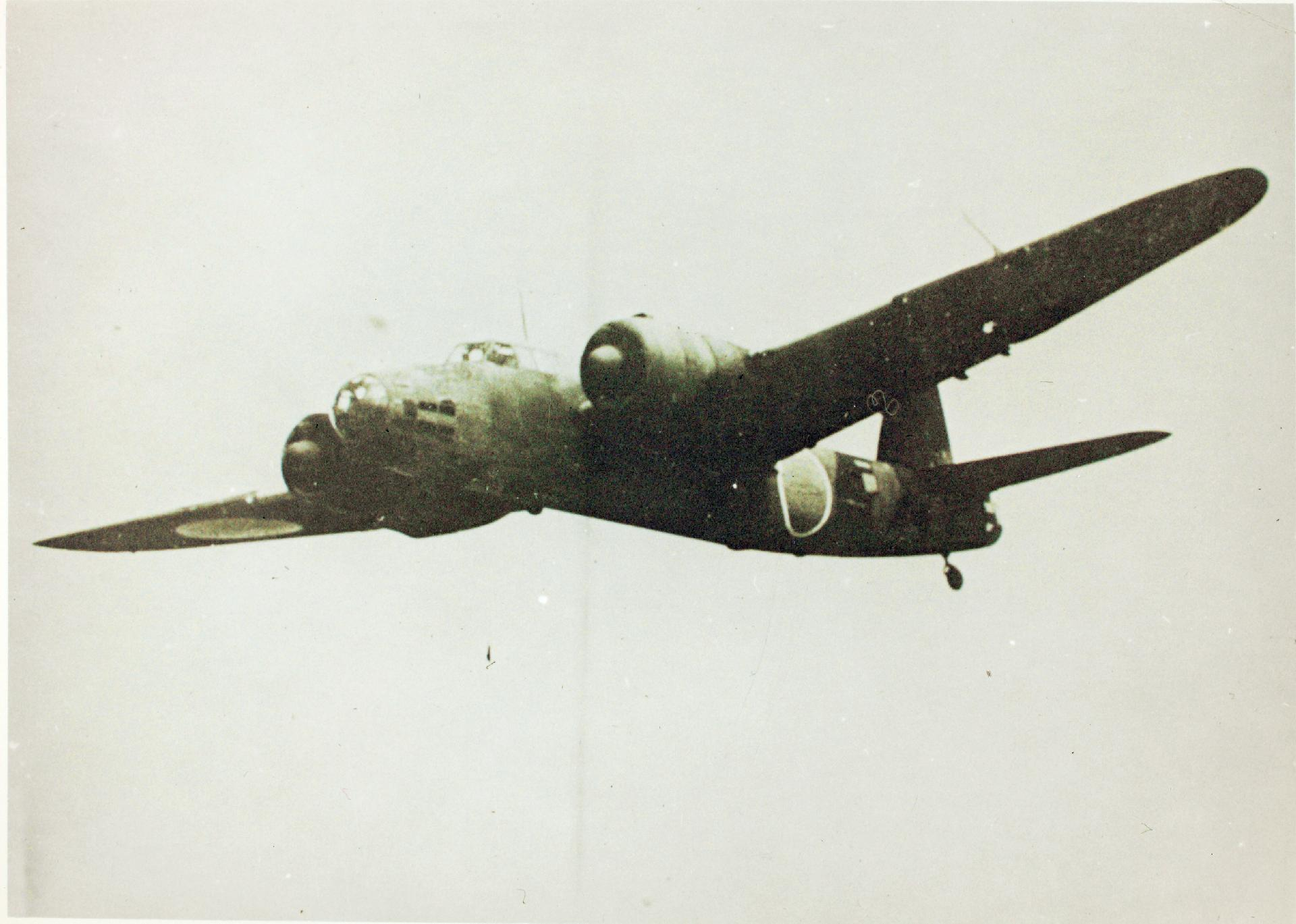
Nakajima Ki-49
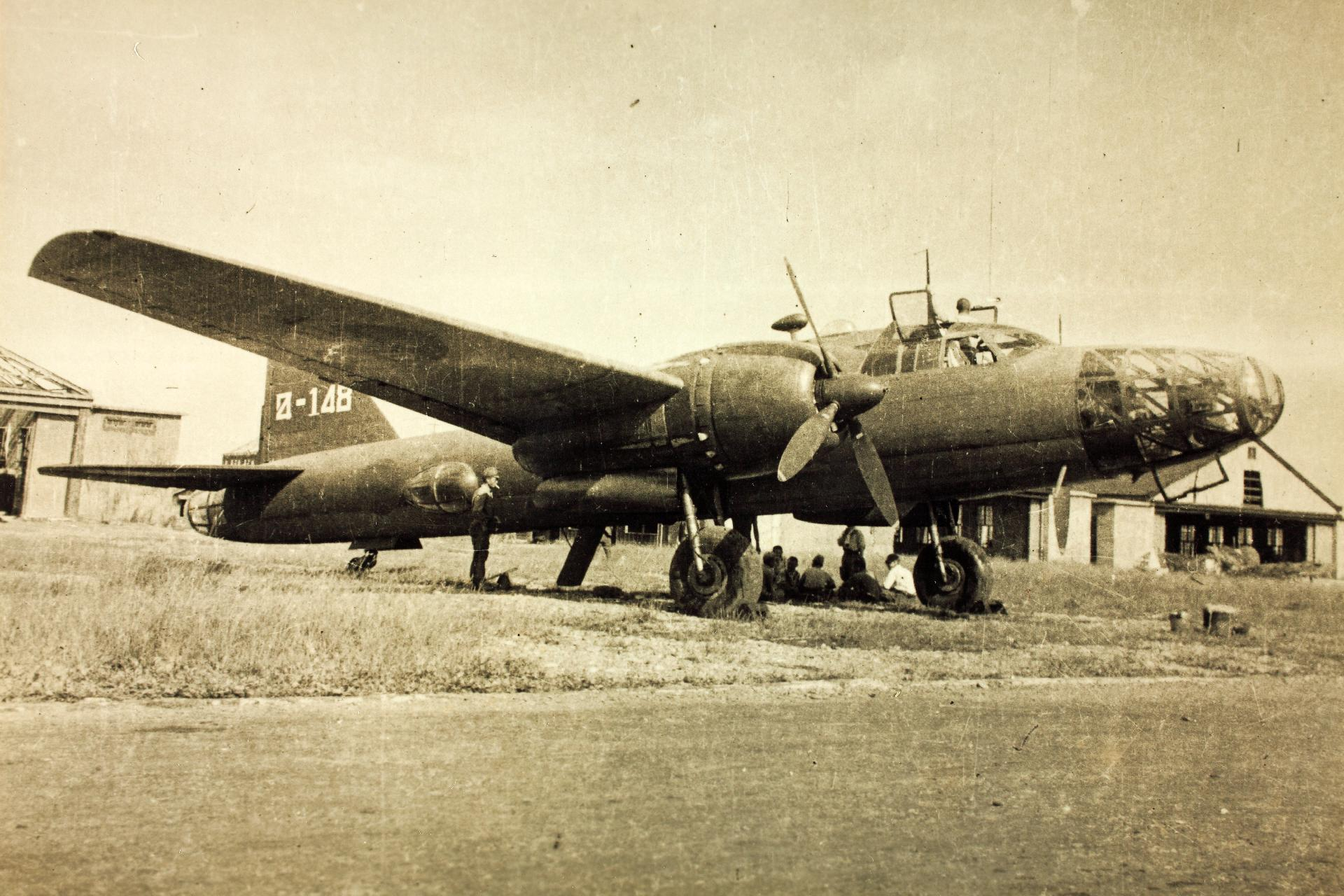
Mitsubishi Ki-67
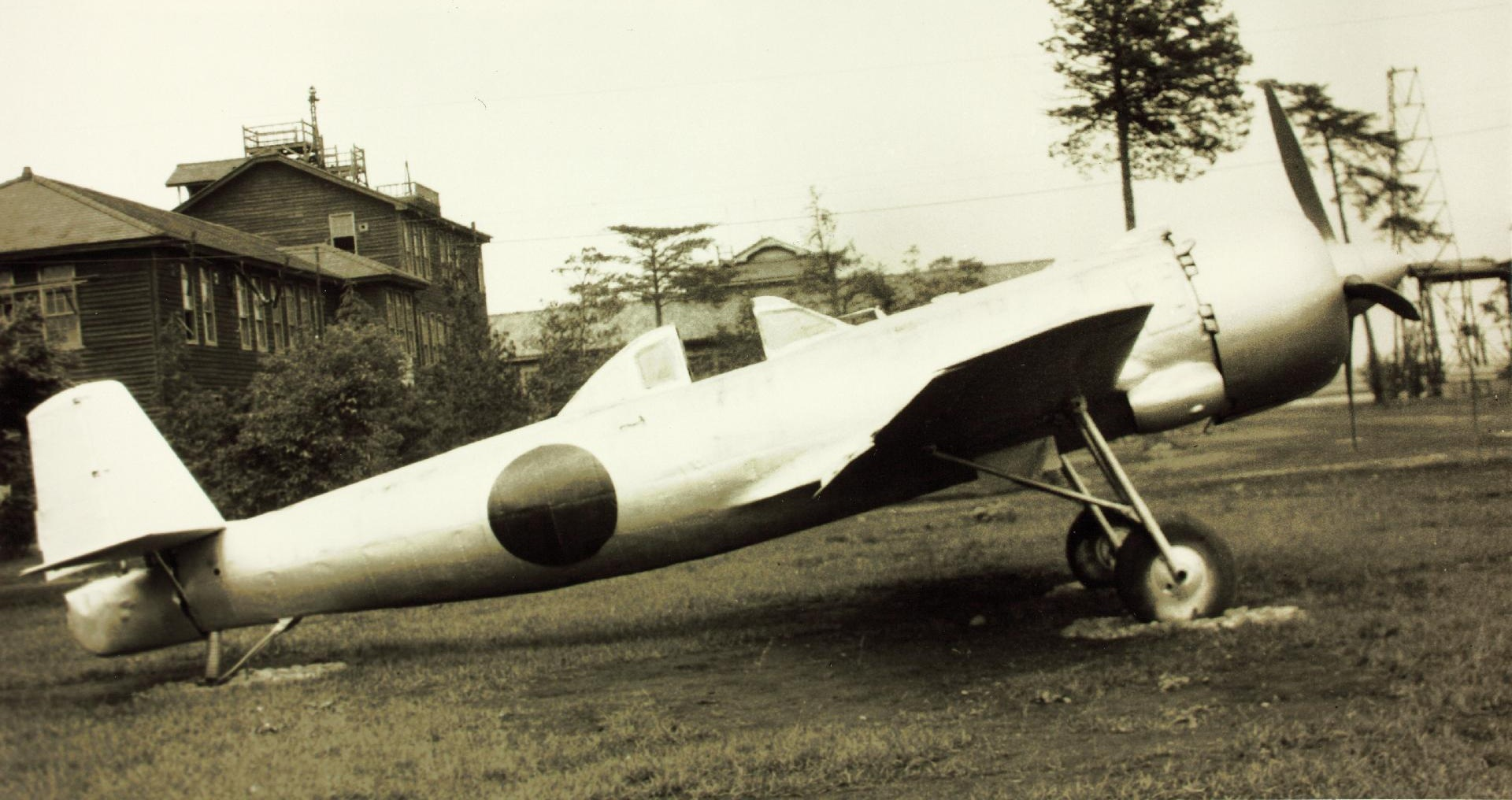
Nakajima Ki-115

### Aufklärungsflugzeuge
- Mitsubishi Ki-15 »Babs« (1936) – baugleich mit C5M der Marineluftwaffe
- Mitsubishi Ki-46 »Dinah« (1939)
- Tachikawa Ki-74 »Patsy« (1944) – Langstreckenaufklärer mit Druckkabine

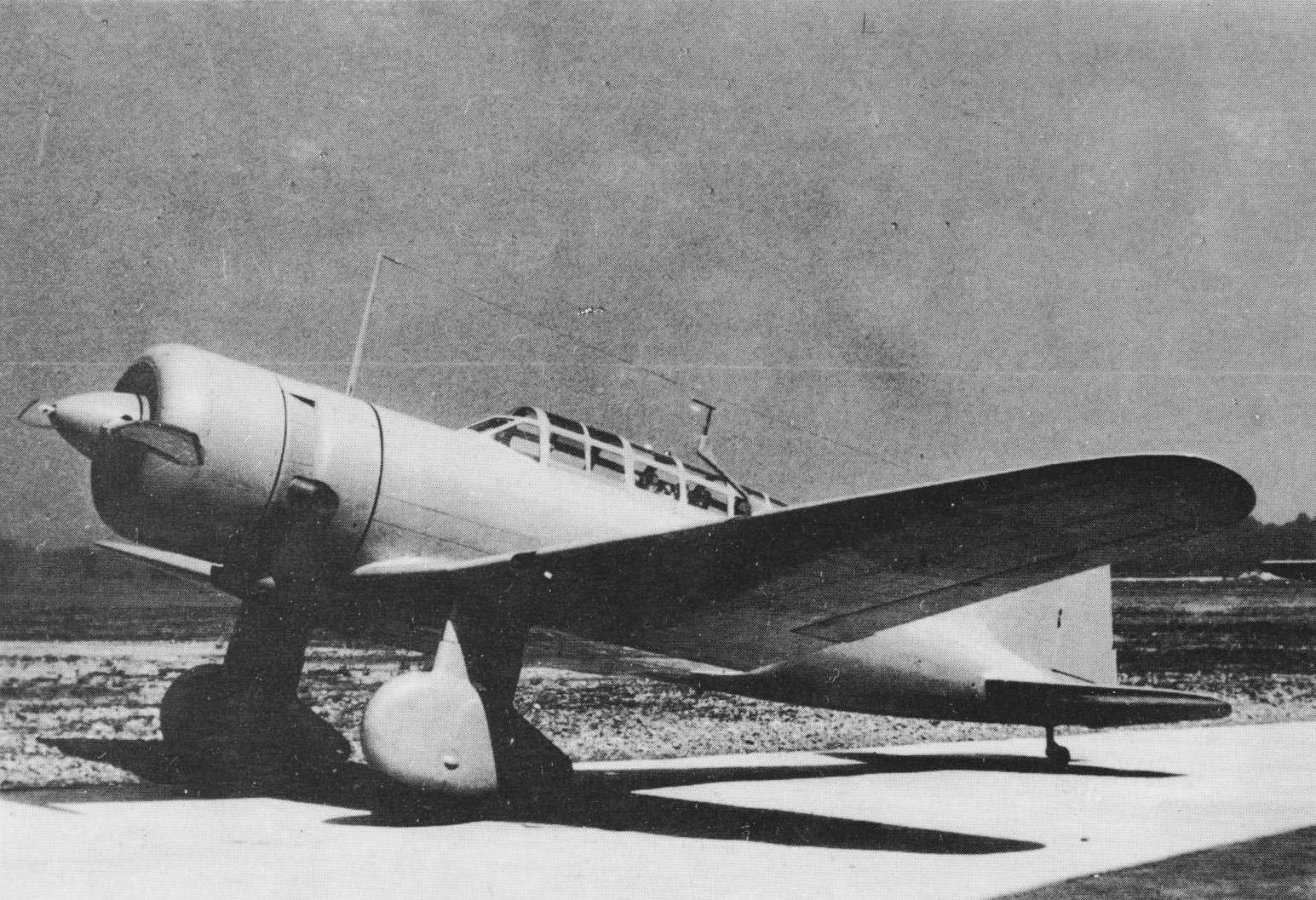
Mitsubishi Ki-15
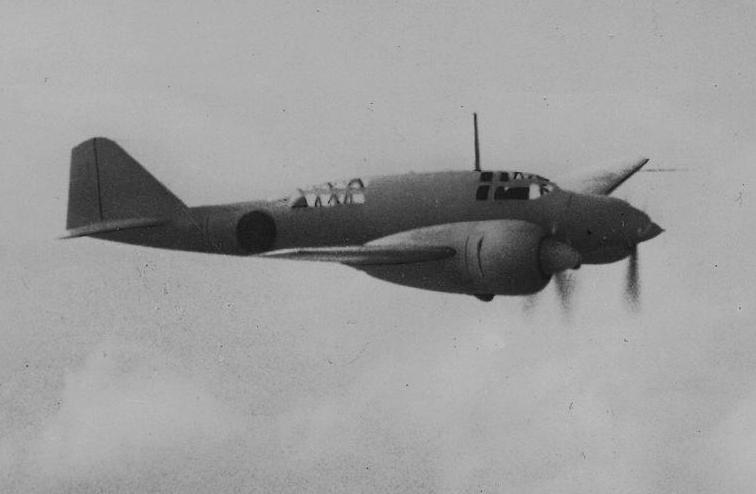
Mitsubishi Ki-46
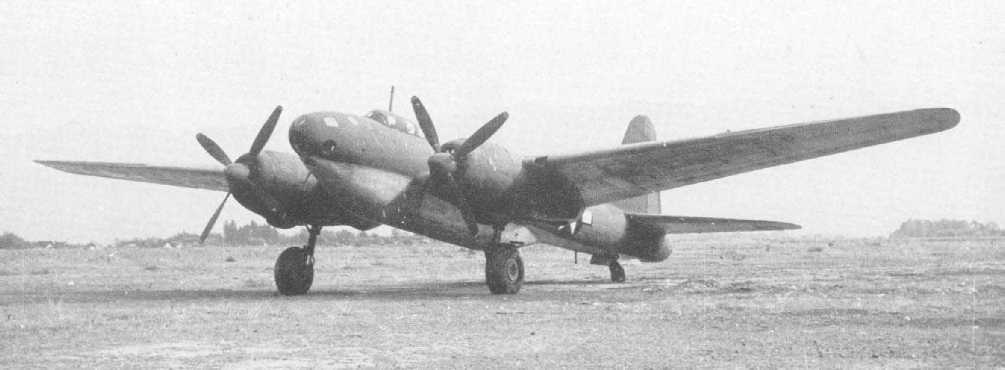
Tachikawa Ki-74

### Transportflugzeuge und Lastensegler
Transportflugzeuge
- Nakajima Ki-34 »Thora« (1936)
- Tachikawa/Kawasaki Type LO »Thelma« (1939) – Lizenzbau der Lockheed 14 Super Electra durch Tachikawa und Kawasaki
- Kawasaki Ki-56 »Thalia« (1940) – Weiterentwicklung der Lockheed 14 Super Electra
- Mitsubishi Ki-57 »Topsy« (1940)
- Kokusai Ki-59 »Theresa« (1939)

Lastensegler
- Kokusai Ku-8 »Gander« (1943)

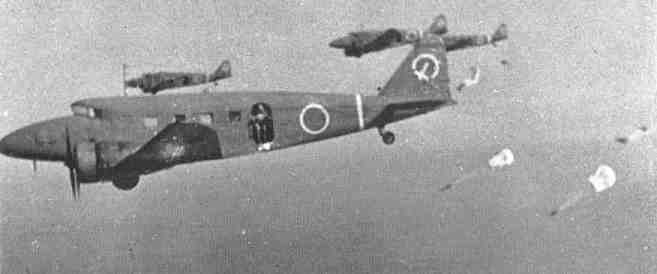
Nakajima Ki-34
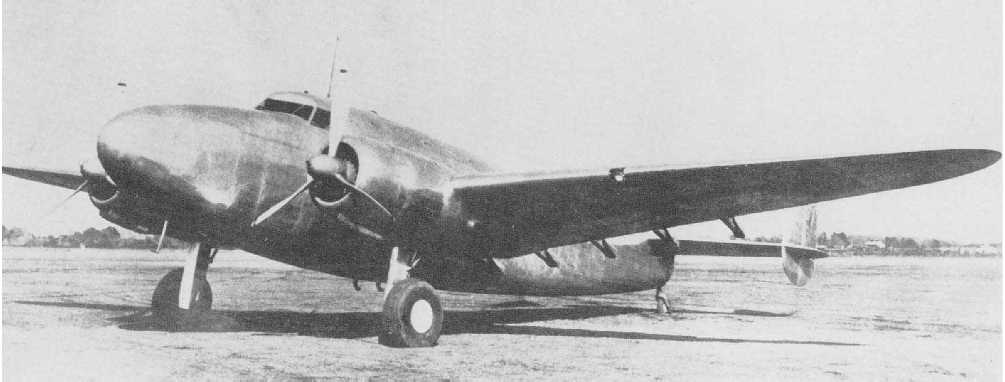
Kawasaki Ki-56
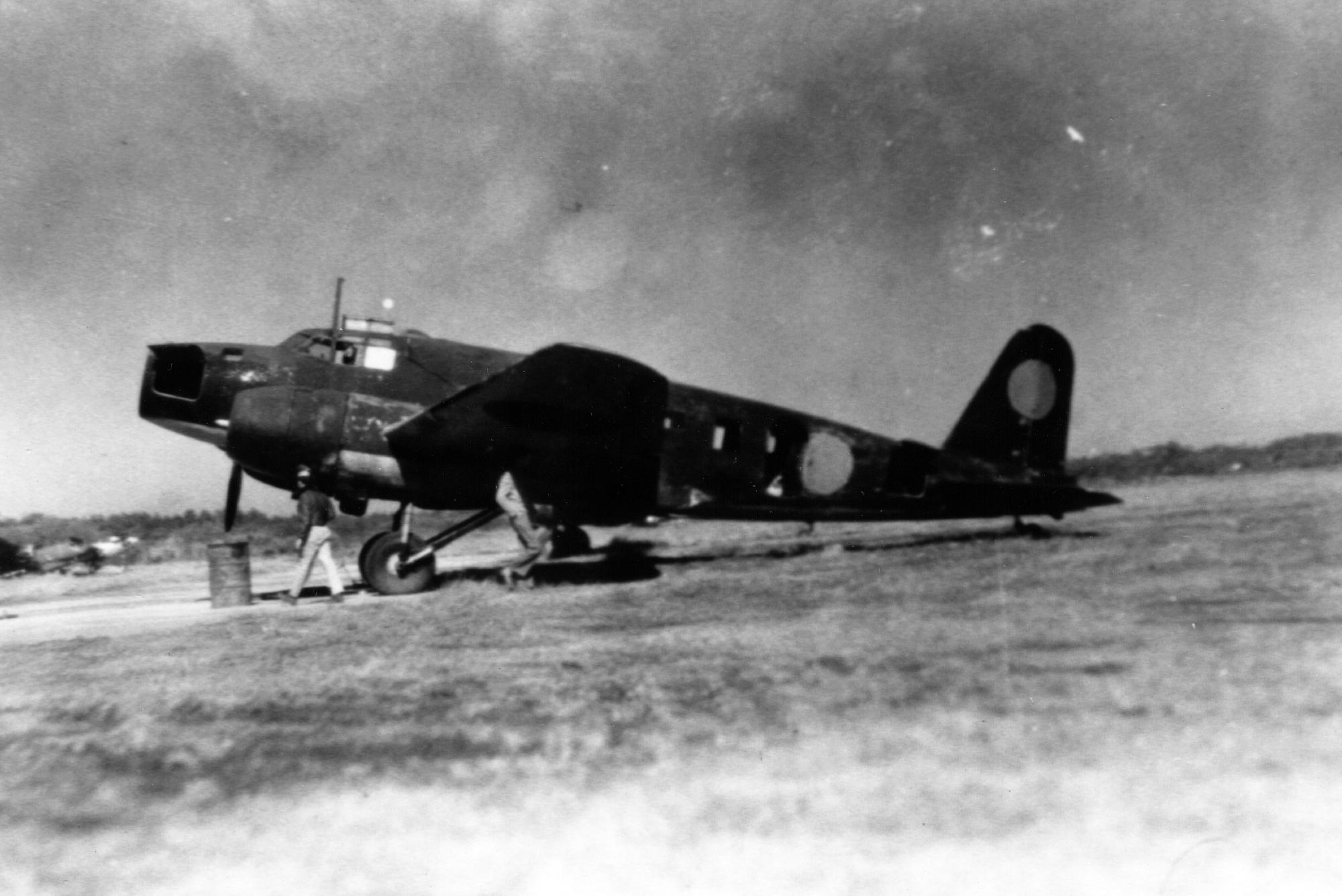
Mitsubishi Ki-57
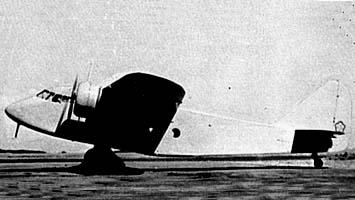
Kokusai Ki-59
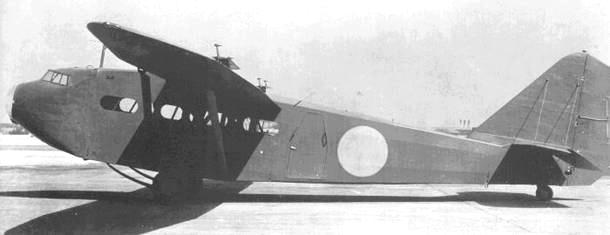
Kokusai Ku-8

### Schul- und Verbindungsflugzeuge
Anfänger-Schulflugzeuge
- Tachikawa Ki-17 »Cedar« (1935) – Doppeldecker
- Kokusai Ki-86 »Cypress« (1943) – Doppeldecker, Lizenzbau der Bücker Bü 131 Jungmann, baugleich mit K9W der Marineluftwaffe

Fortgeschrittenen-Schulflugzeuge
- Tachikawa Ki-9 »Spruce« (1935) – Doppeldecker
- Tachikawa Ki-55 »Ida« (1939) – Trainervariante der Ki-36
- Mansyu Ki-79 (1942) – Trainervariante der Ki-27

Besatzungs-Schulflugzeuge
- Tachikawa Ki-54 »Hickory« (1940)

Verbindungsflugzeuge
- Tachikawa Ki-36 »Ida« (1938)
- Kokusai Ki-76 »Stella« (1941)

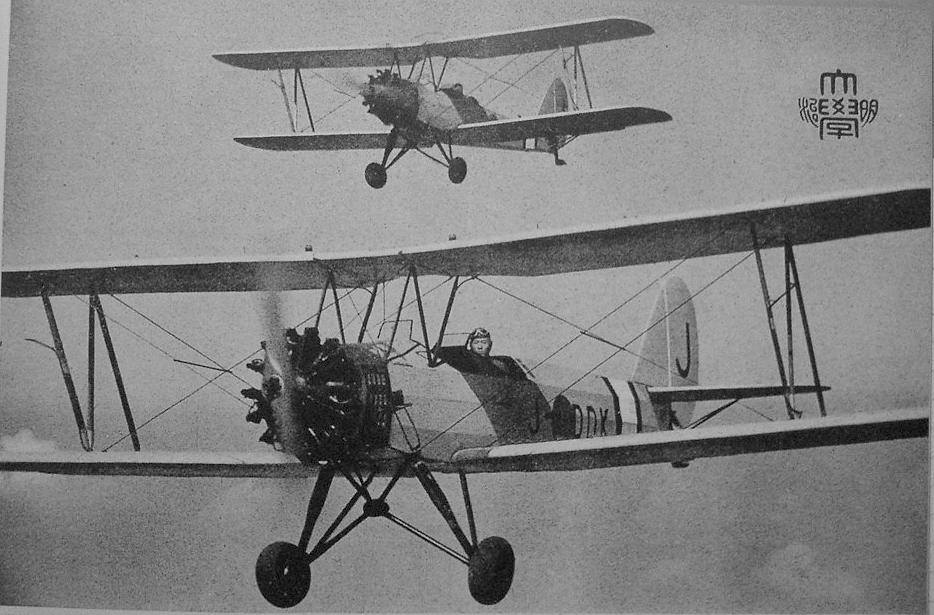
Tachikawa Ki-17
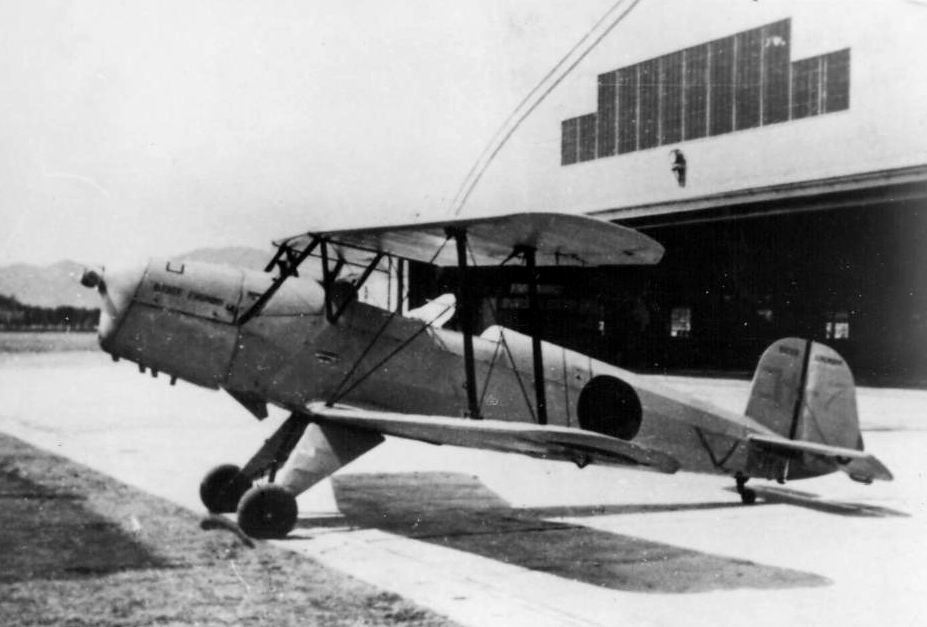
Kokusai Ki-86
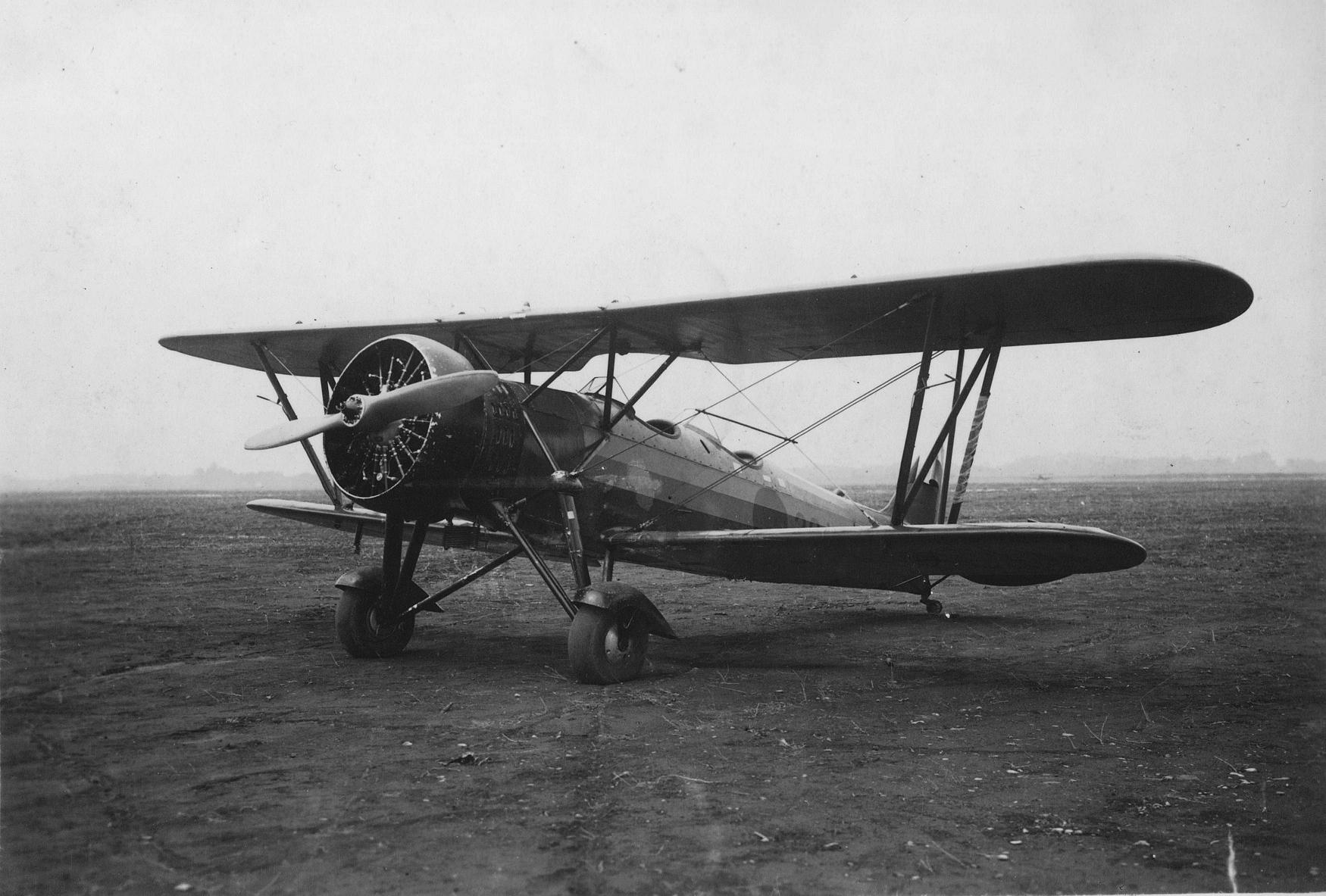
Tachikawa Ki-9
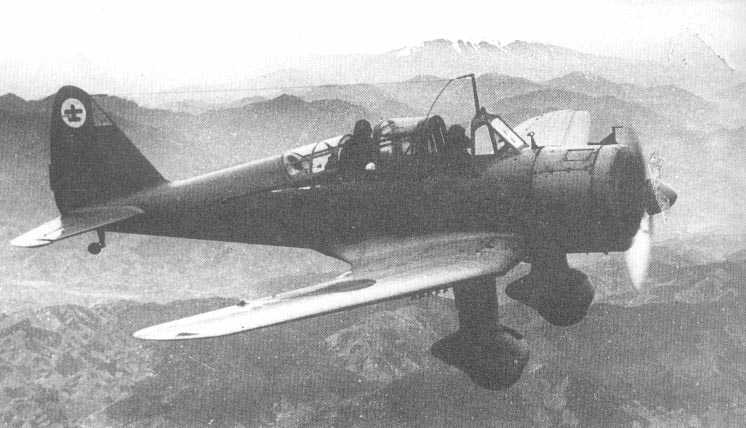
Tachikawa Ki-55
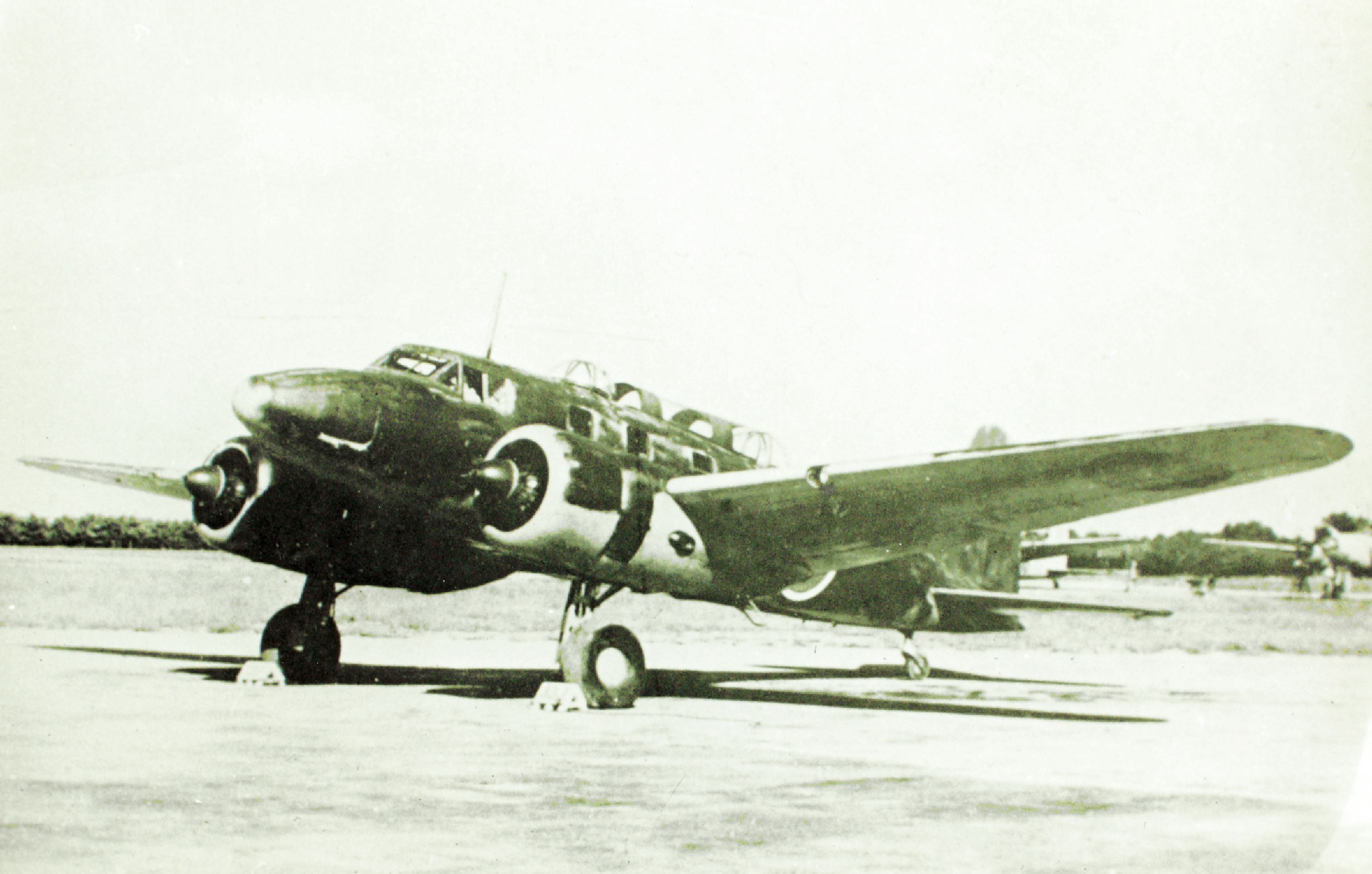
Tachikawa Ki-54
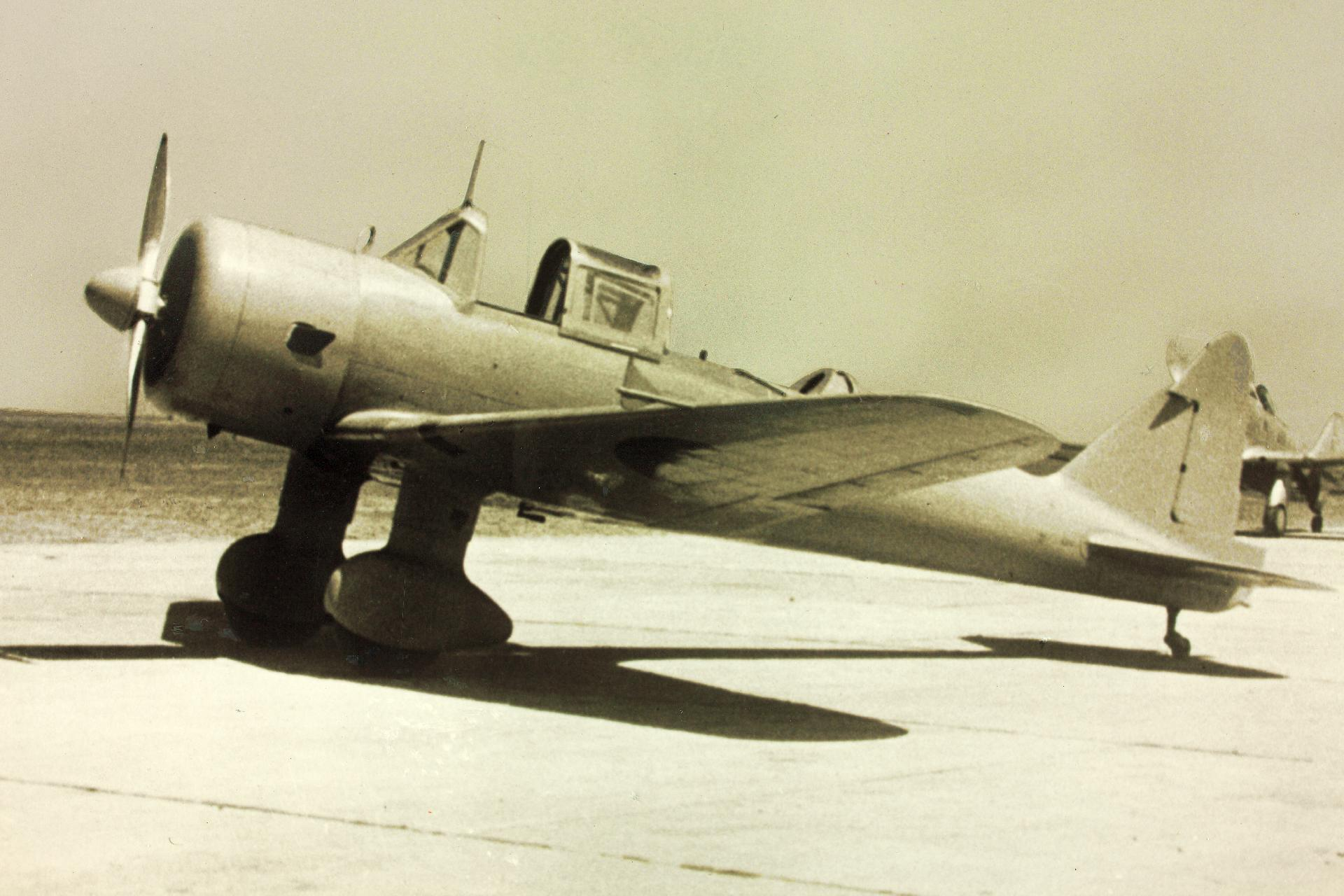
Tachikawa Ki-36
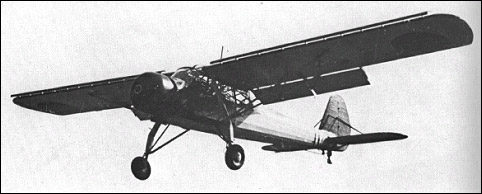
Kokusai Ki-76

### Drehflügler
- Kayaba Ka-1 (1941) – Beobachtungs-Tragschrauber

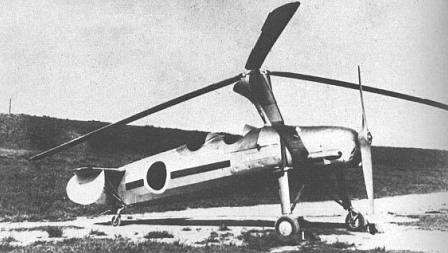
Kayaba Ka-1

### Versuchsmuster und Prototypen
Jagdflugzeuge
- Kawasaki Ki-60 (1941) – Abfangjäger
- Kawasaki Ki-64 »Rob« (1943) – gegenläufige Propeller
- Kawasaki Ki-82 – zweimotoriger Langstrecken-Höhenjäger
- Nakajima Ki-87 (1945) – Höhen-Abfangjäger
- Rikugun Ki-93 (1945) – zweimotoriger schwerer Jäger
- Tachikawa Ki-94 – Höhenjäger, nicht fertiggestellt
- Kawasaki Ki-96 (1943) – zweimotoriger schwerer Jäger
- Kawasaki Ki-108 (1944) – Höhenjägervariante der Ki-102 mit Druckkabine
- Nakajima Ki-201 Karyu – zweistrahliger Jäger ähnlich der Messerschmitt Me 262, nicht fertiggestellt

Bombenflugzeuge
- Nakajima Ki-19 (1937) – unterlegener Wettbewerber der Ki-21
- Kawasaki Ki-66 – zweimotoriger Sturzkampfbomber
- Kawasaki Ki-91 – viermotoriger schwerer Bomber, Prototyp vor Erstflug bei Luftangriff zerstört
- Mansyu Ki-98 – Erdkampfflugzeug mit Druckpropeller, nicht fertiggestellt

Aufklärungsflugzeuge
- Tachikawa Ki-70 »Clara« (1943) – zweimotoriger Hochgeschwindigkeits-Aufklärer

Transportflugzeuge und Lastensegler
- Kokusai Ku-7 Manzuru »Buzzard« (1944) – Lastensegler
- Kokusai Ki-105 Ohtori (1944) – zweimotorige Variante der Ku-7

Schul- und Verbindungsflugzeuge
- Tokyo Koku Ki-107 (1943) – Anfänger-Schulflugzeug

Experimentalflugzeuge
- Tachikawa Ki-77 (1942) – Langstrecken-Versuchsflugzeug
- Kawasaki Ki-78 (1942) – Hochgeschwindigkeits-Versuchsflugzeug

Drehflügler
- Kayaba Ka-2 – Variante der Ka-1 (1941) mit anderem Motor

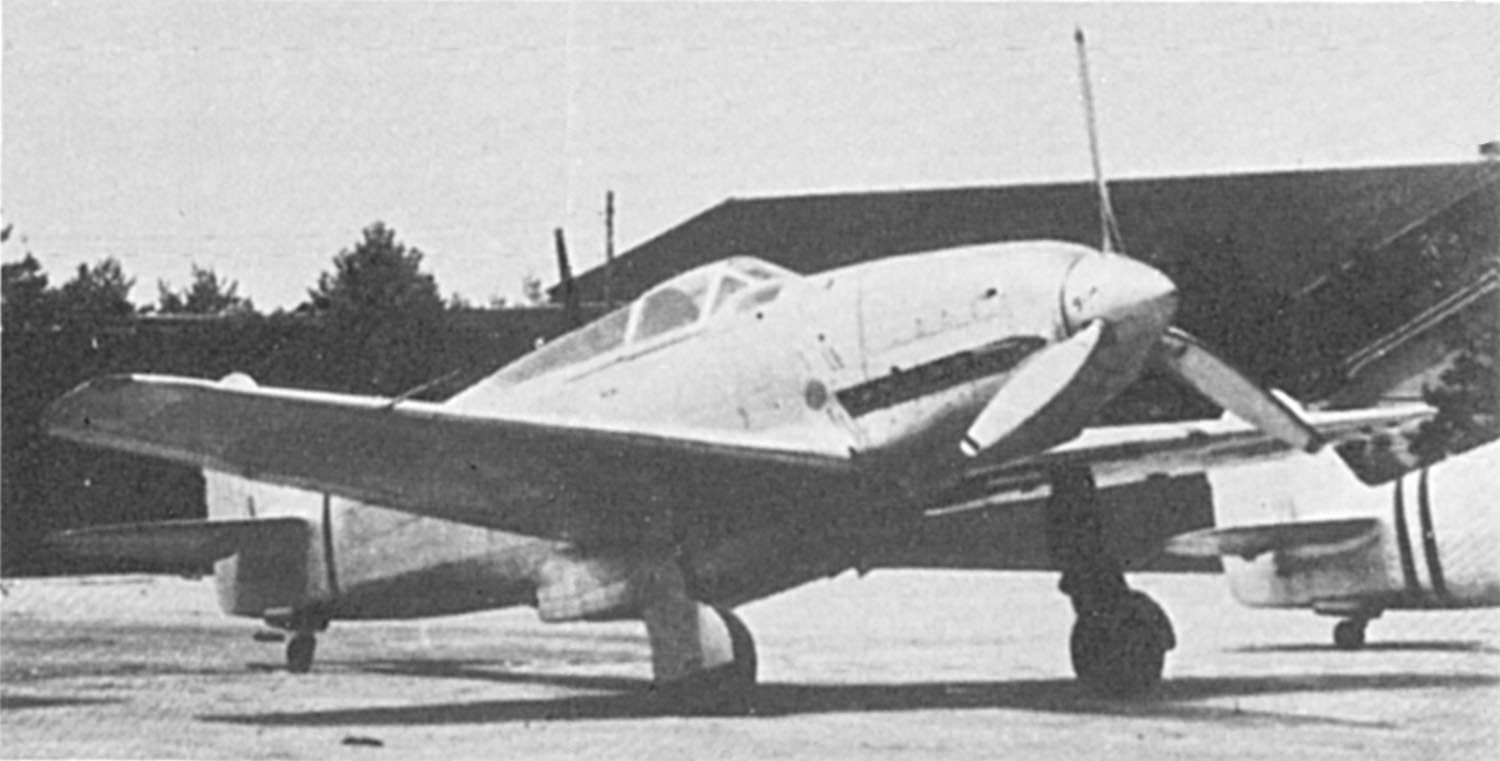
Kawasaki Ki-60
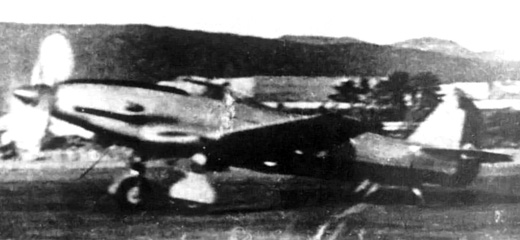
Kawasaki Ki-64
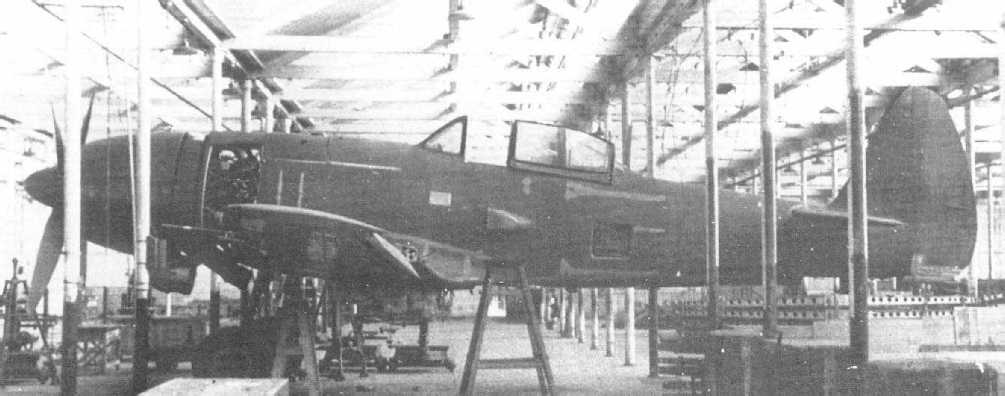
Tachikawa Ki-94
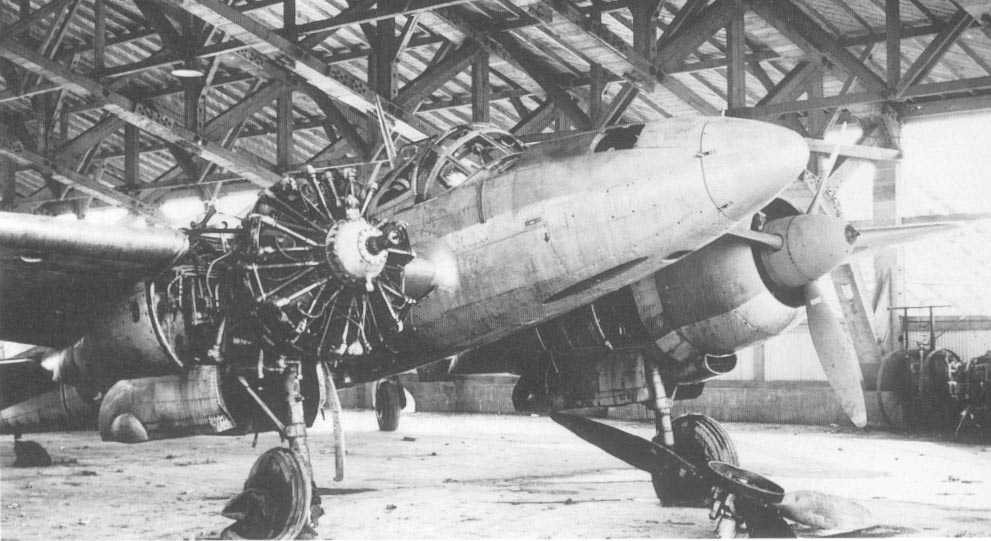
Kawasaki Ki-108
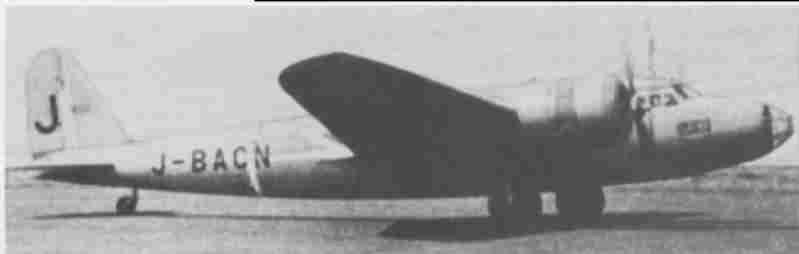
Nakajima Ki-19
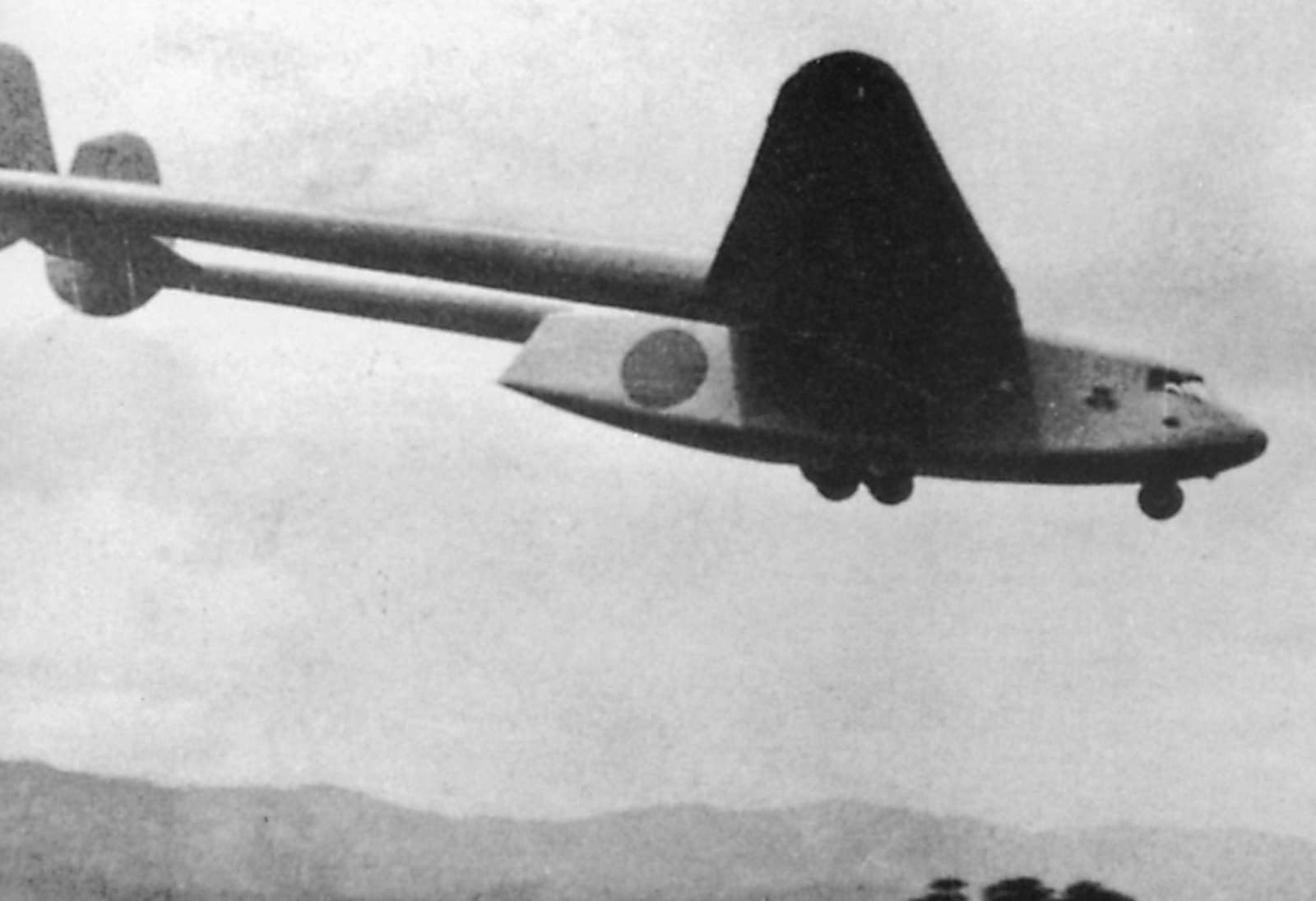
Kokusai Ku-7
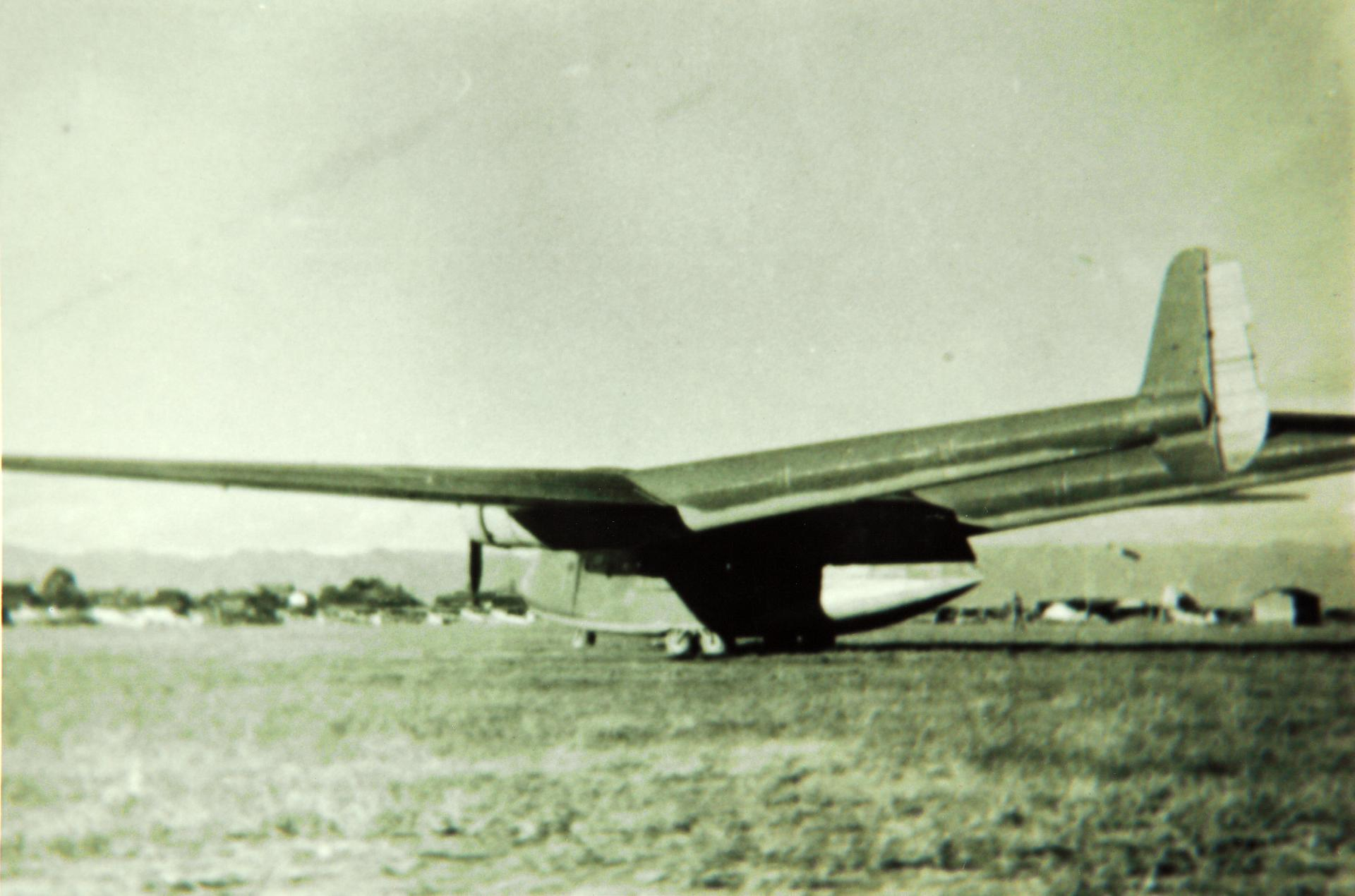
Kokusai Ki-105
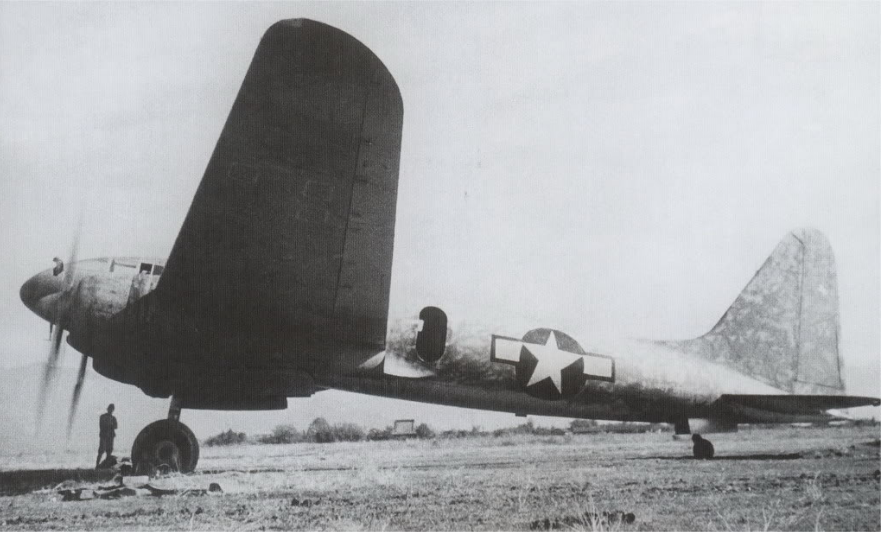
Tachikawa Ki-77
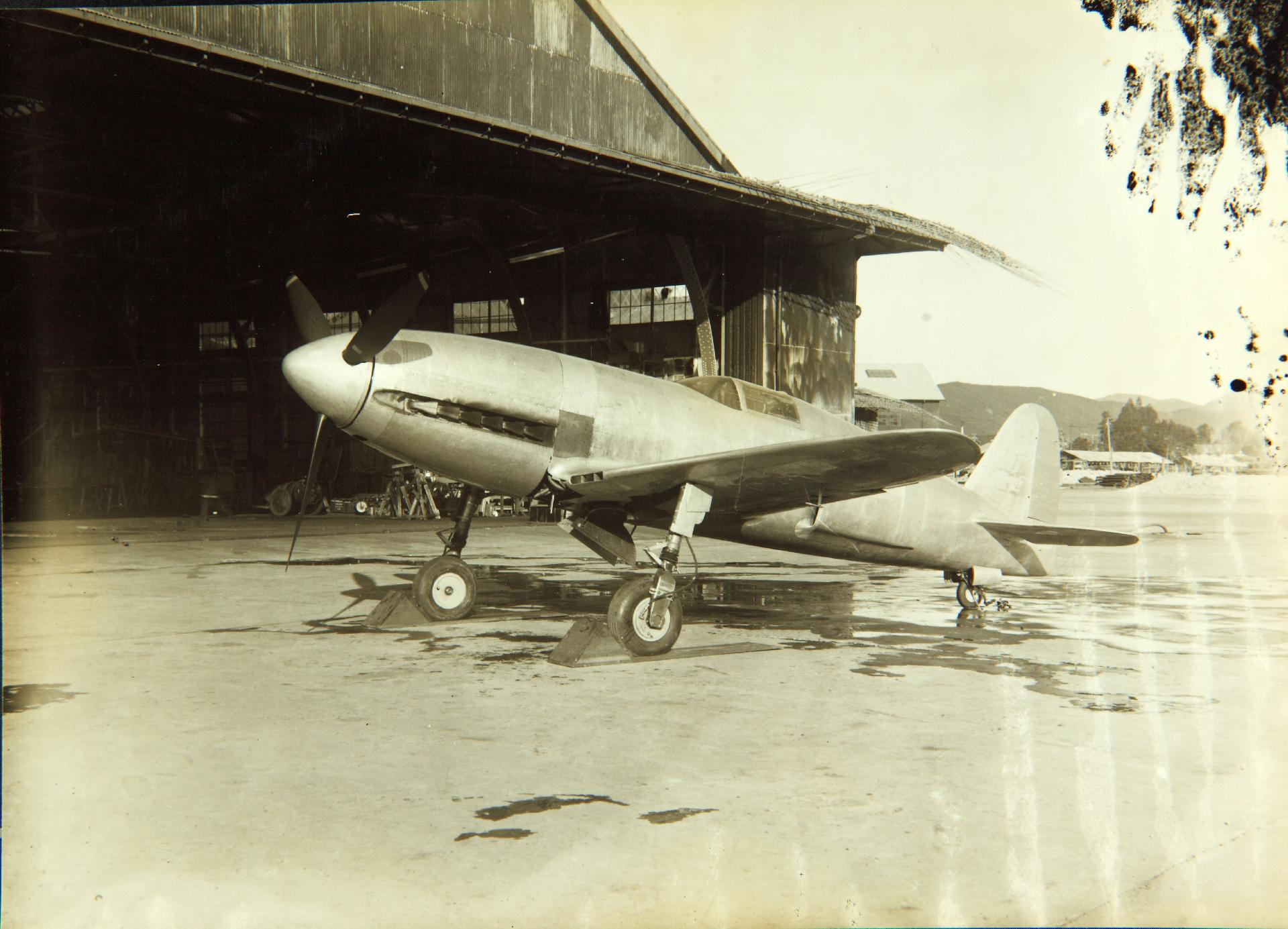
Kawasaki Ki-78

## Flugzeuge der Kaiserlich Japanischen Marineluftstreitkräfte

### Jagdflugzeuge
Trägergestützte Jagdflugzeuge
- Mitsubishi A5M »Claude« (1935)
- Mitsubishi A6M »Zeke« oder (inoffiziell) »Zero« (1939) – zahlreichstes und bedeutendstes japanisches Flugzeug des Zweiten Weltkriegs
- Mitsubishi A7M Reppu »Sam« (1944) – Serienbau begonnen, kein Einsatz mehr

Landgestützte Jagdflugzeuge
- Heinkel A7He »Jerry« – Heinkel He 112 (1935), 30 Stück 1937/38 angekauft
- Seversky A8V »Dick« – Seversky SEV-2PA-B3 (1935), 20 Stück angekauft
- Nakajima J1N Gekko »Irving« (1941)
- Mitsubishi J2M Raiden »Jack« (1942)
- Kawanishi N1K1/2-J Shiden »George« (1942) – landgestützte Varianten der N1K

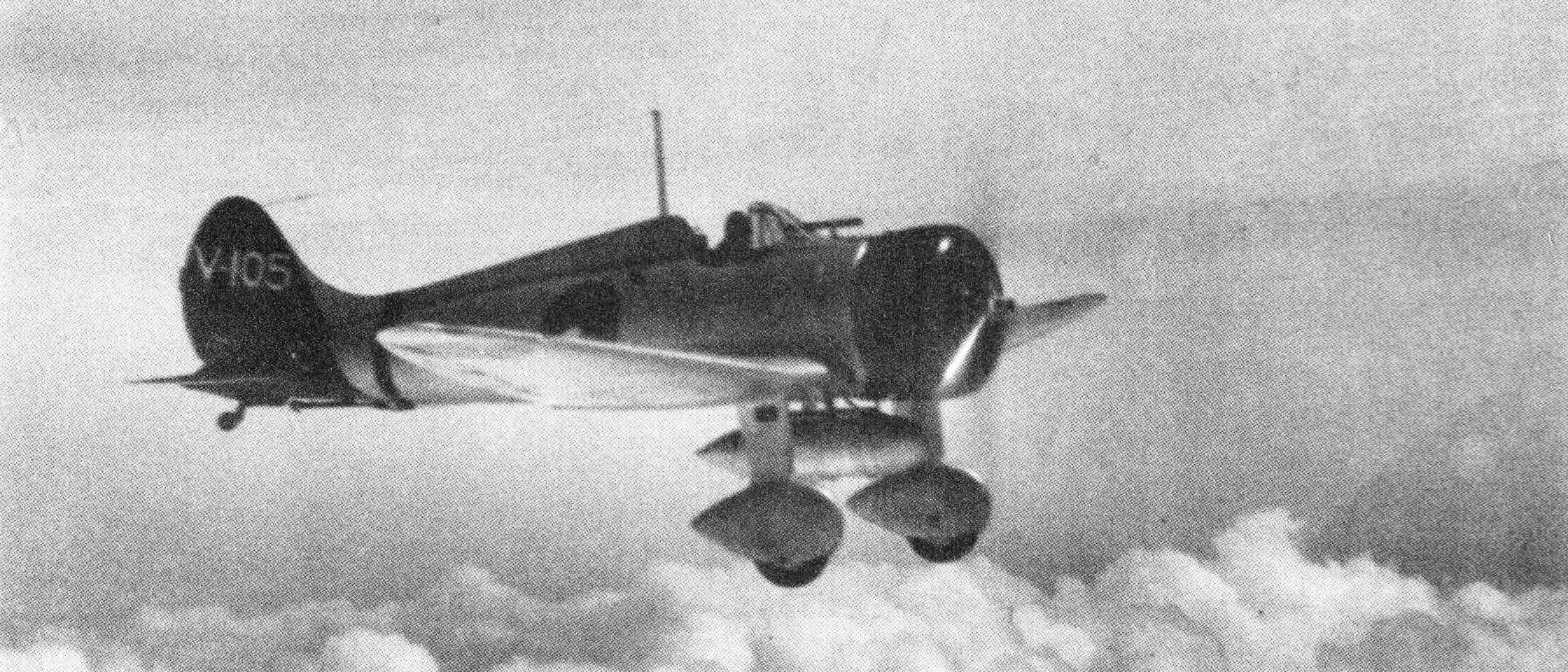
Mitsubishi A5M
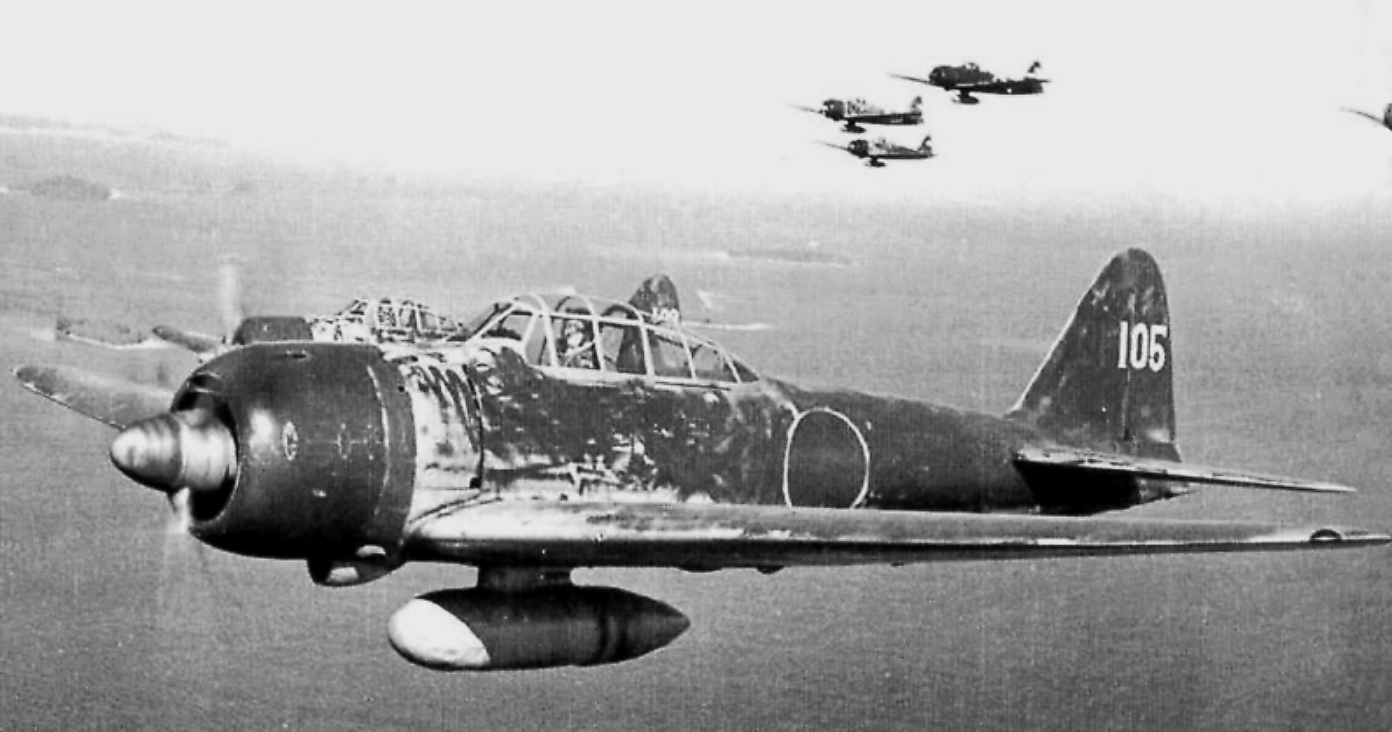
Mitsubishi A6M
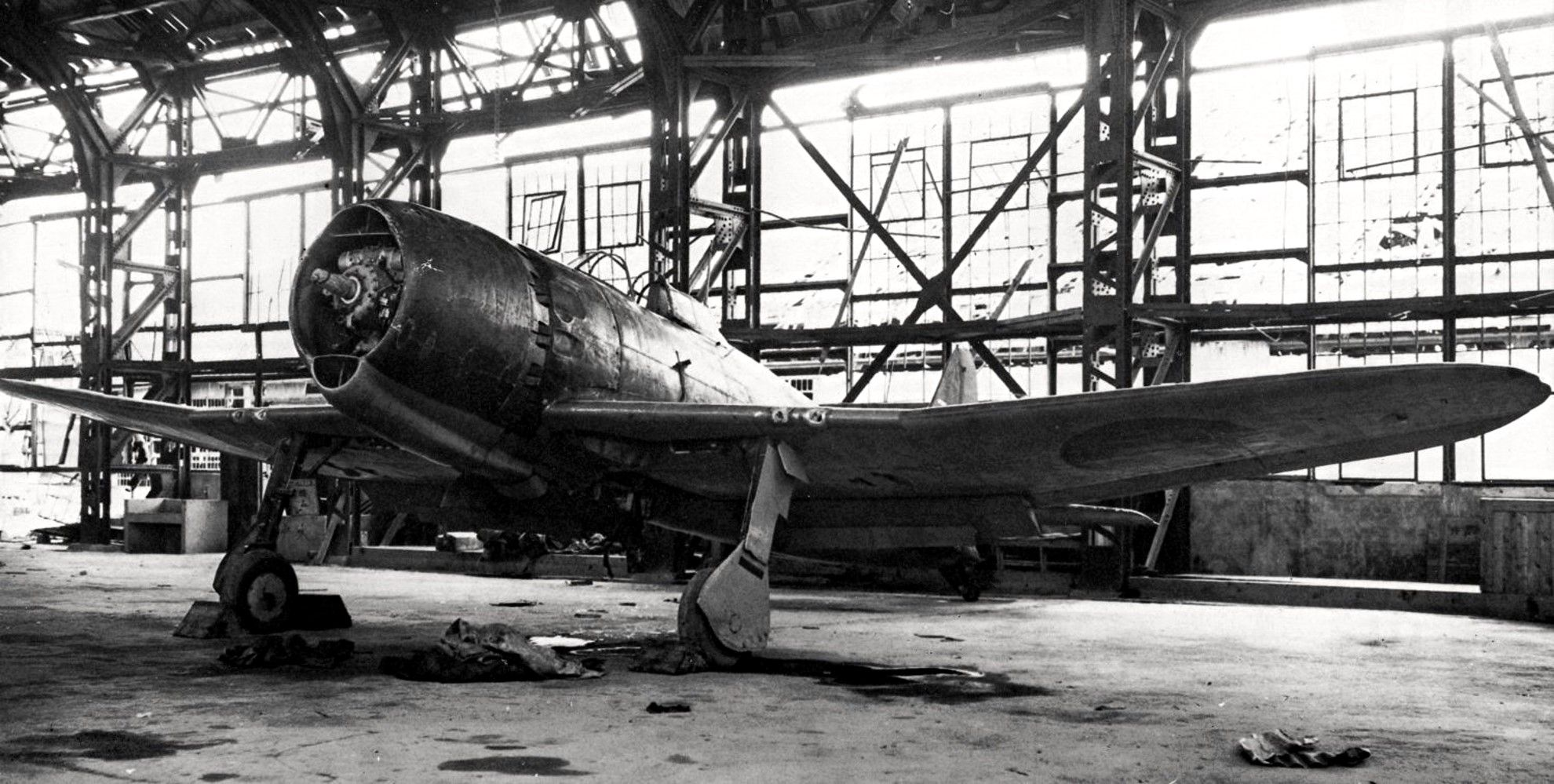
Mitsubishi A7M
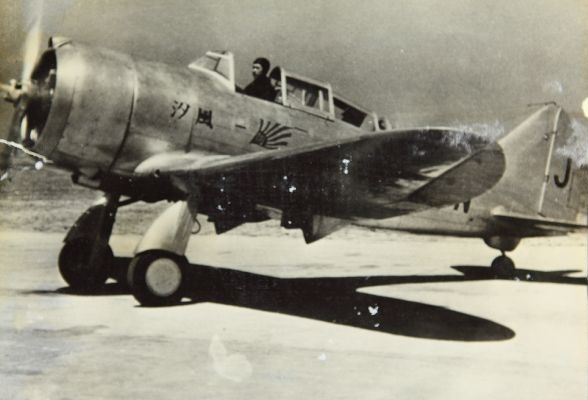
Seversky A8V
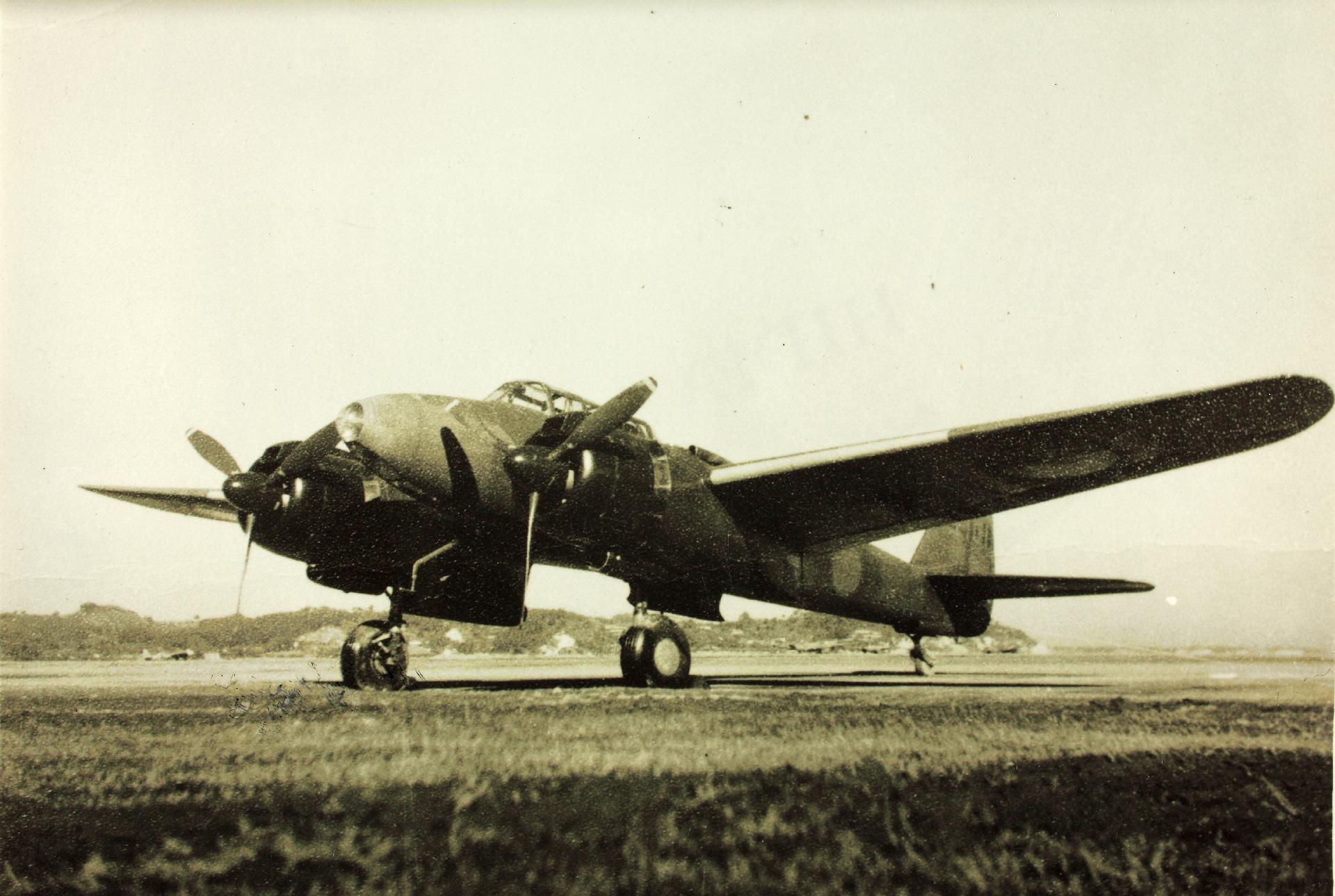
Nakajima J1N
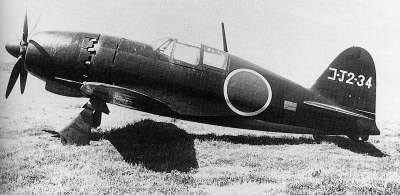
Mitsubishi J2M
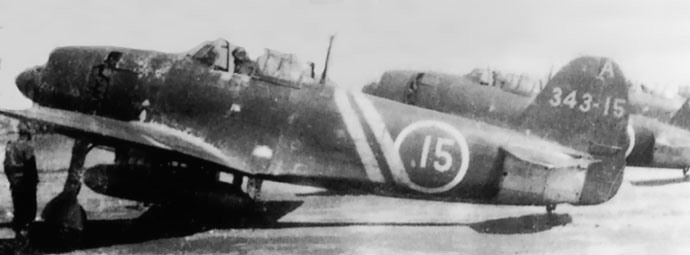
Kawanishi N1K2-J

### Bombenflugzeuge
Trägergestützte Torpedobomber
- Yokosuka B4Y »Jean« (1935) – Doppeldecker
- Mitsubishi B5M »Mabel« (1937)
- Nakajima B5N »Kate« (1937)
- Nakajima B6N Tenzan »Jill« (1941)
- Aichi B7A Ryusei »Grace« (1942)

Trägergestützte Sturzkampfbomber
- Aichi D1A »Susie« (1934) – Doppeldecker, Weiterentwicklung der Heinkel He 66
- Aichi D3A »Val« (1938)
- Yokosuka D4Y Suisei »Judy« (1940)

Landgestützte mittelschwere Bomber
- Mitsubishi G3M »Nell« (1935)
- Mitsubishi G4M »Betty« (1939)
- Yokosuka P1Y Ginga »Frances« (1943)

Landgestützte U-Jagd-Bomber
- Kyūshū Q1W Tokai »Lorna« (1943)

Kamikaze-Flugzeuge
- Yokosuka MXY-7 Ohka »Baka« (1944) – bemannte raketengetriebene Flugbombe

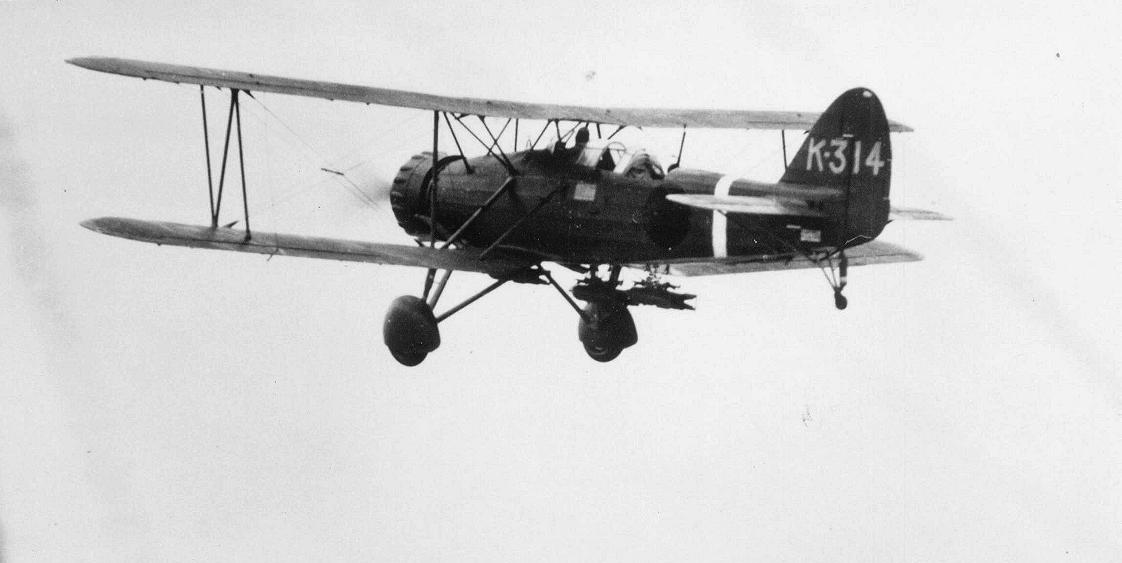
Yokosuka B4Y
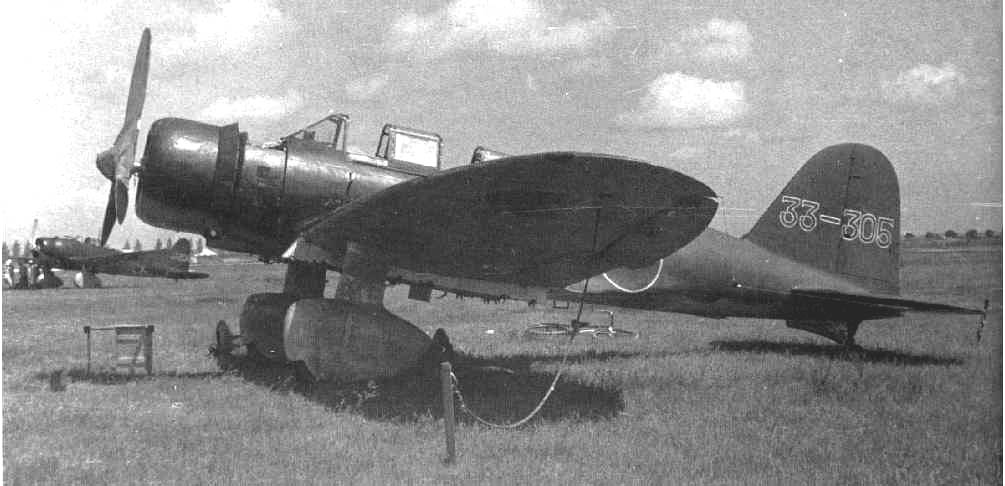
Mitsubishi B5M
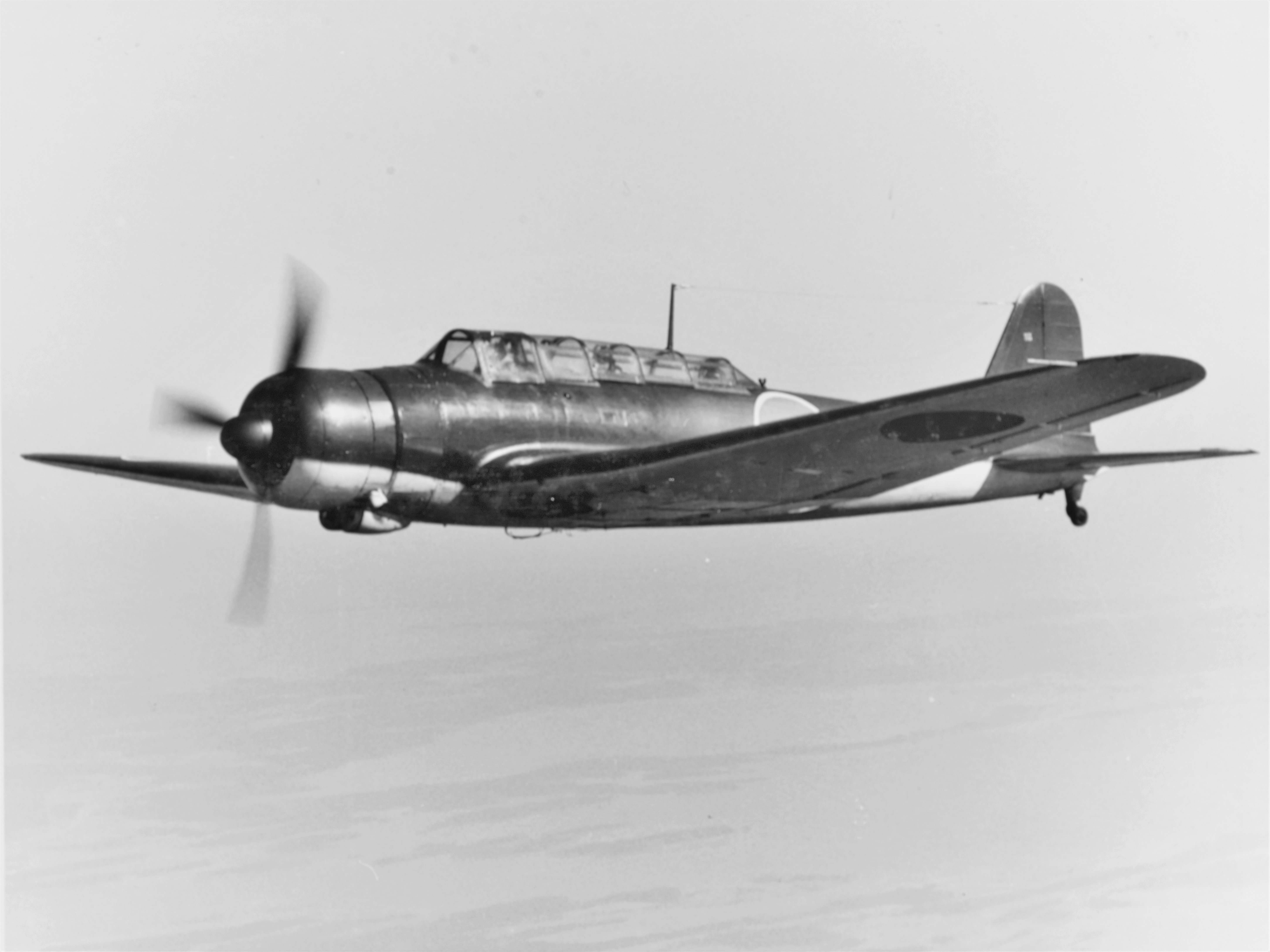
Nakajima B5N
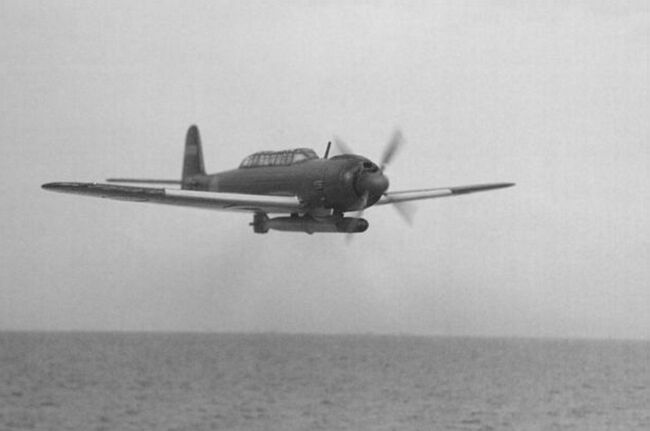
Nakajima B6N
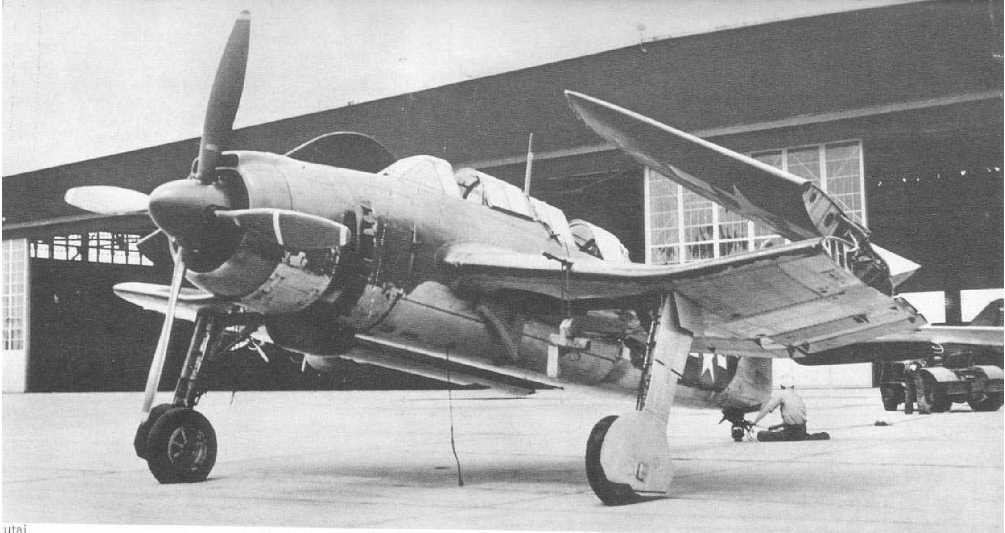
Aichi B7A
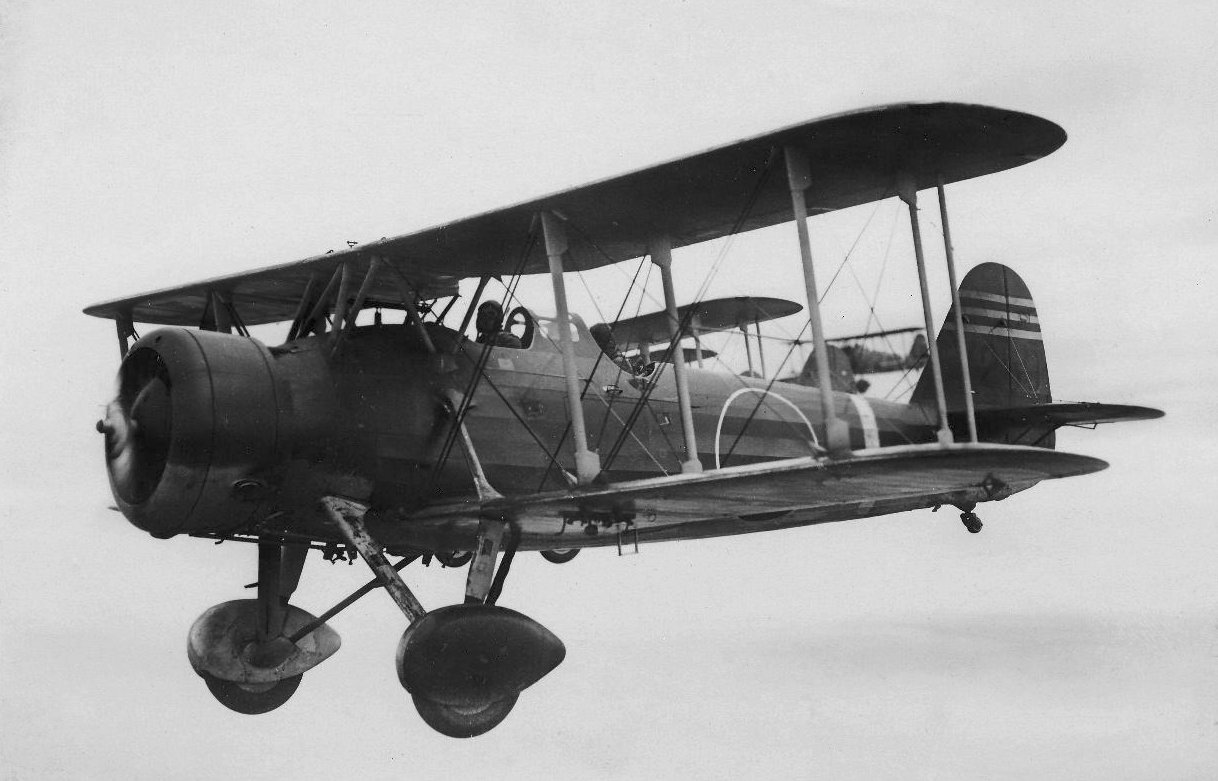
Aichi D1A
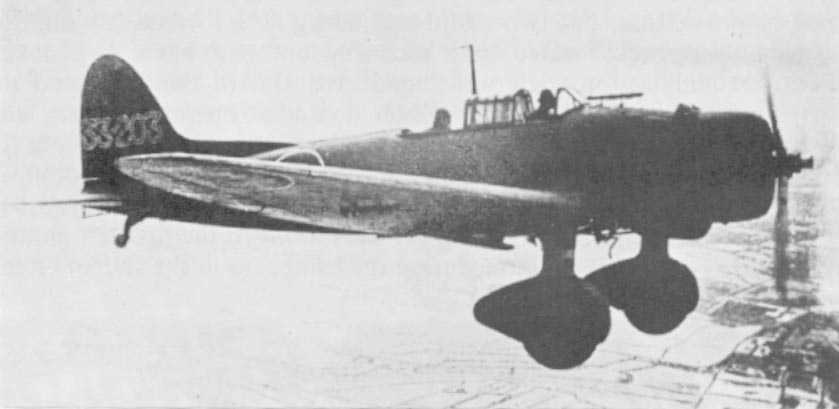
Aichi D3A
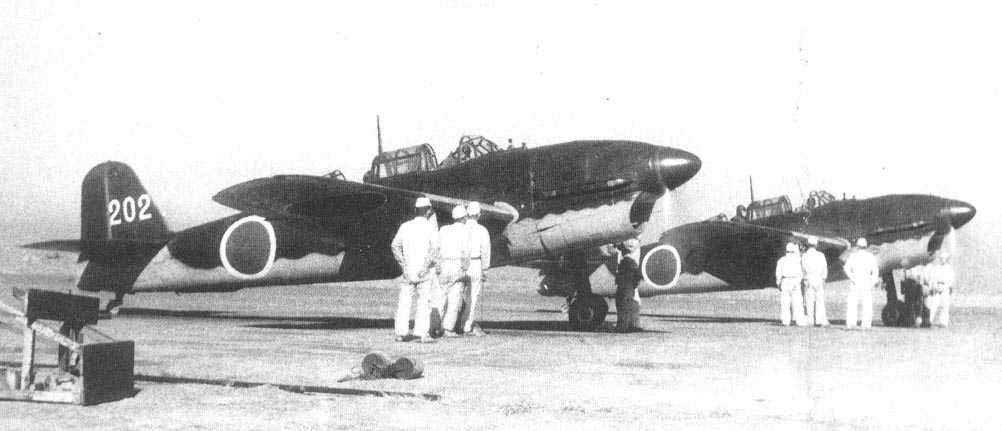
Yokosuka D4Y
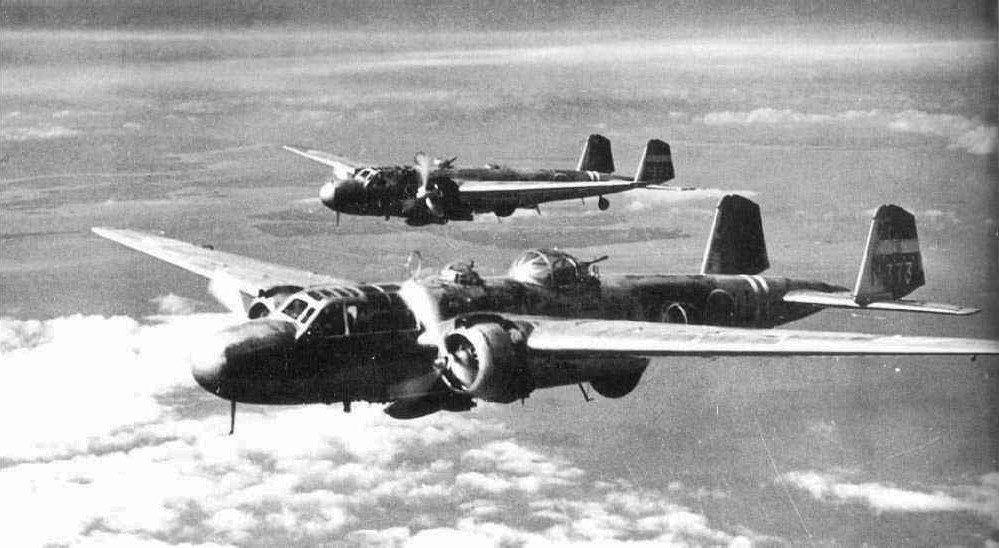
Mitsubishi G3M
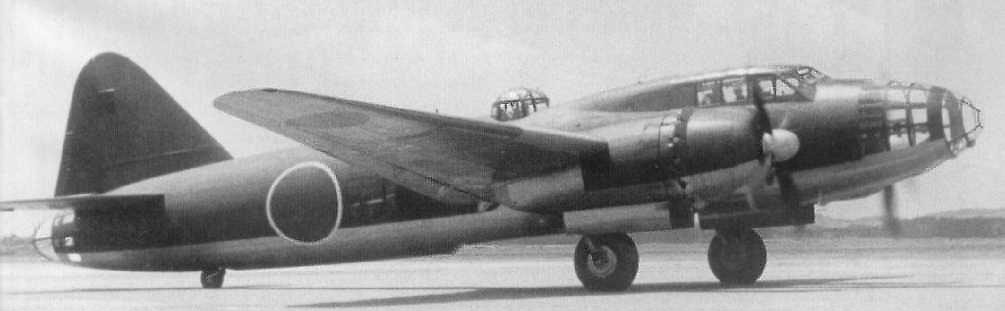
Mitsubishi G4M
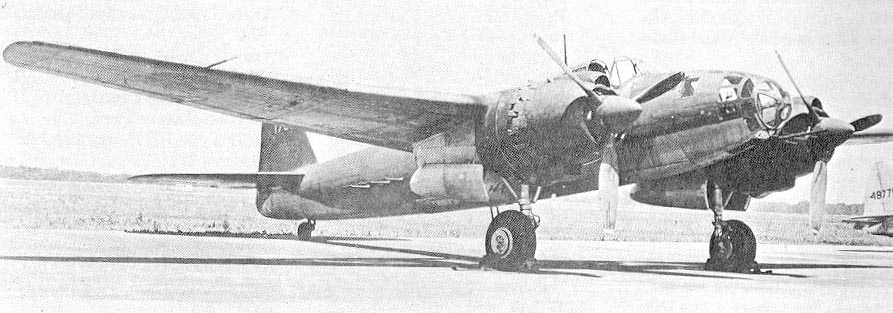
Yokosuka P1Y
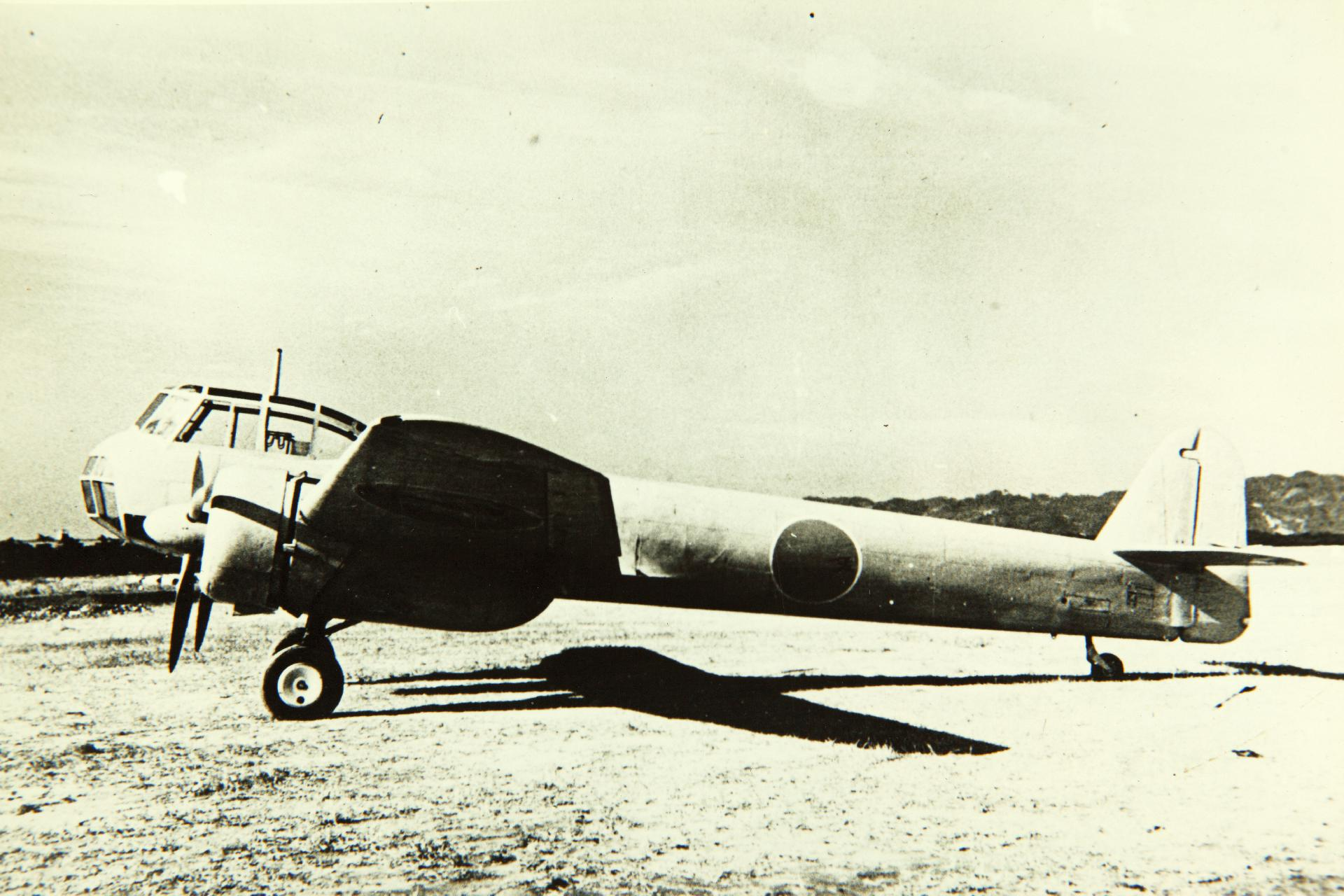
Kyūshū Q1W
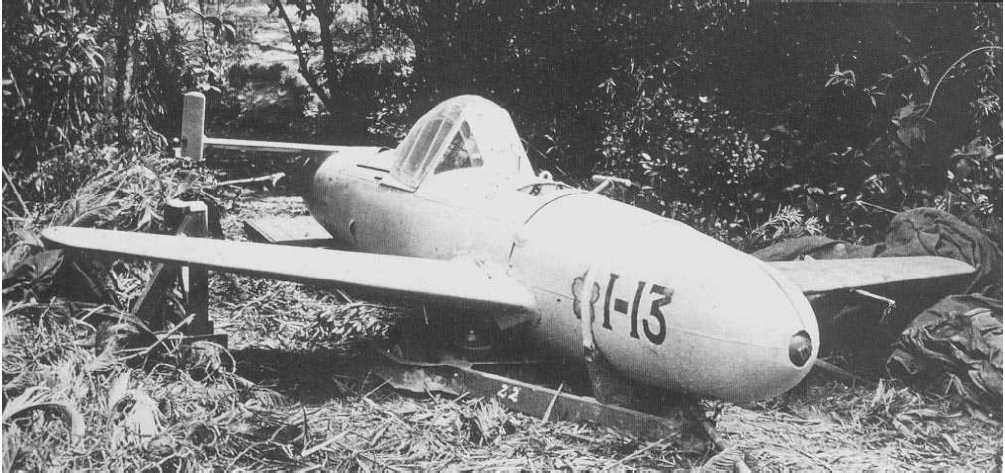
Yokosuka MXY-7
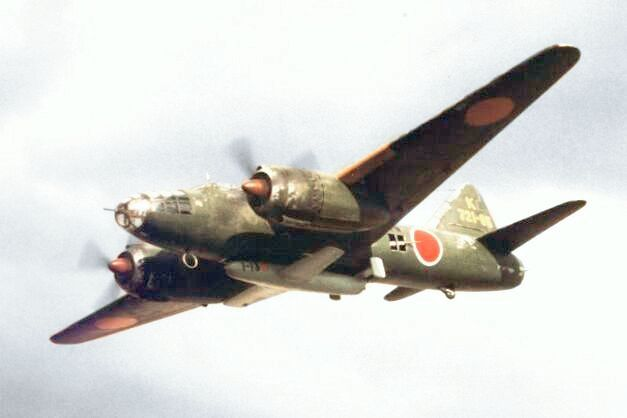
MXY-7 im Bombenschacht einer G4M

### Aufklärungsflugzeuge
Land- und trägergestützte Aufklärungsflugzeuge
- Mitsubishi C5M »Babs« (1936) – baugleich mit Ki-15 der Heeresluftwaffe
- Nakajima C6N Saiun »Myrt« (1943)

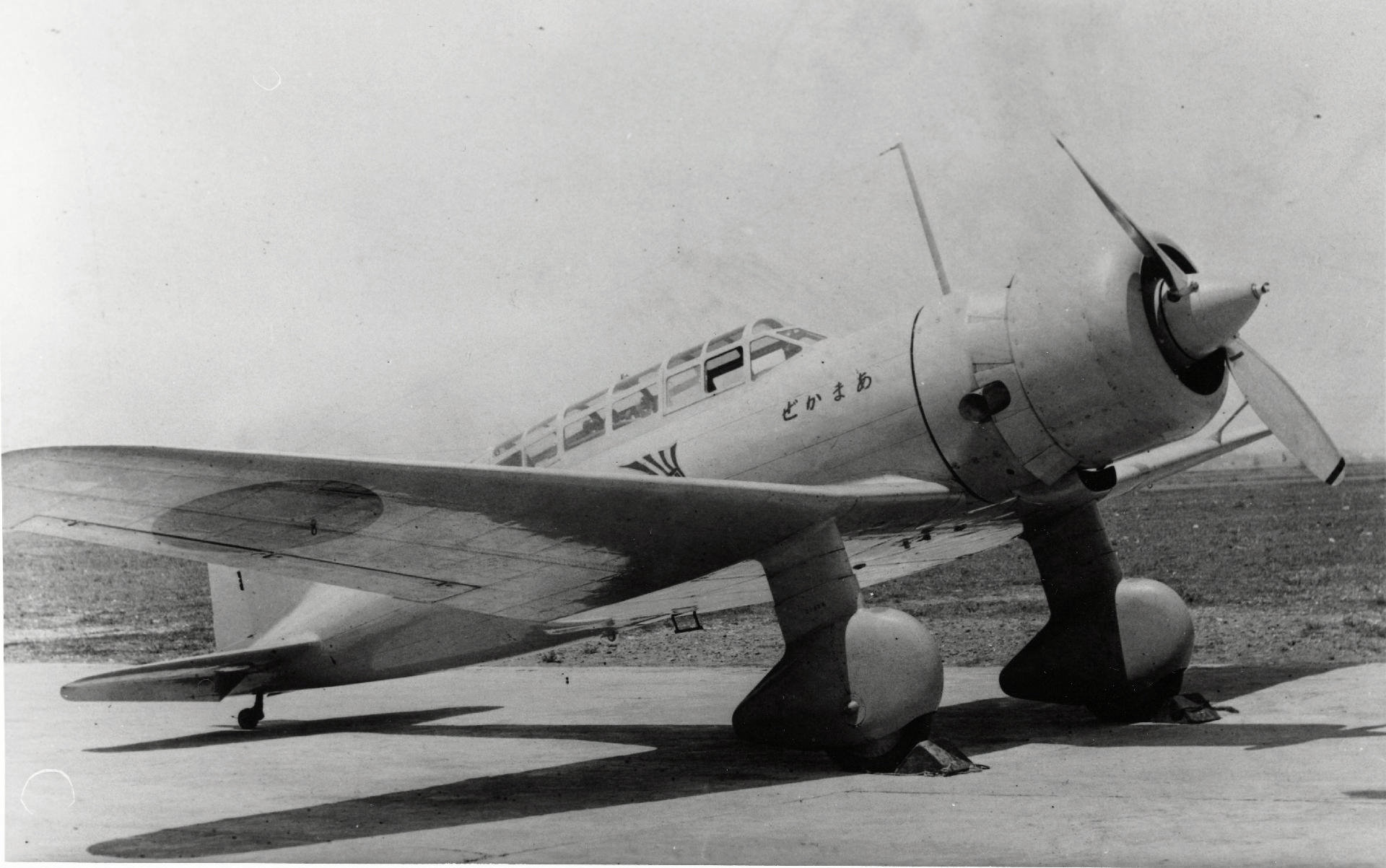
Mitsubishi C5M
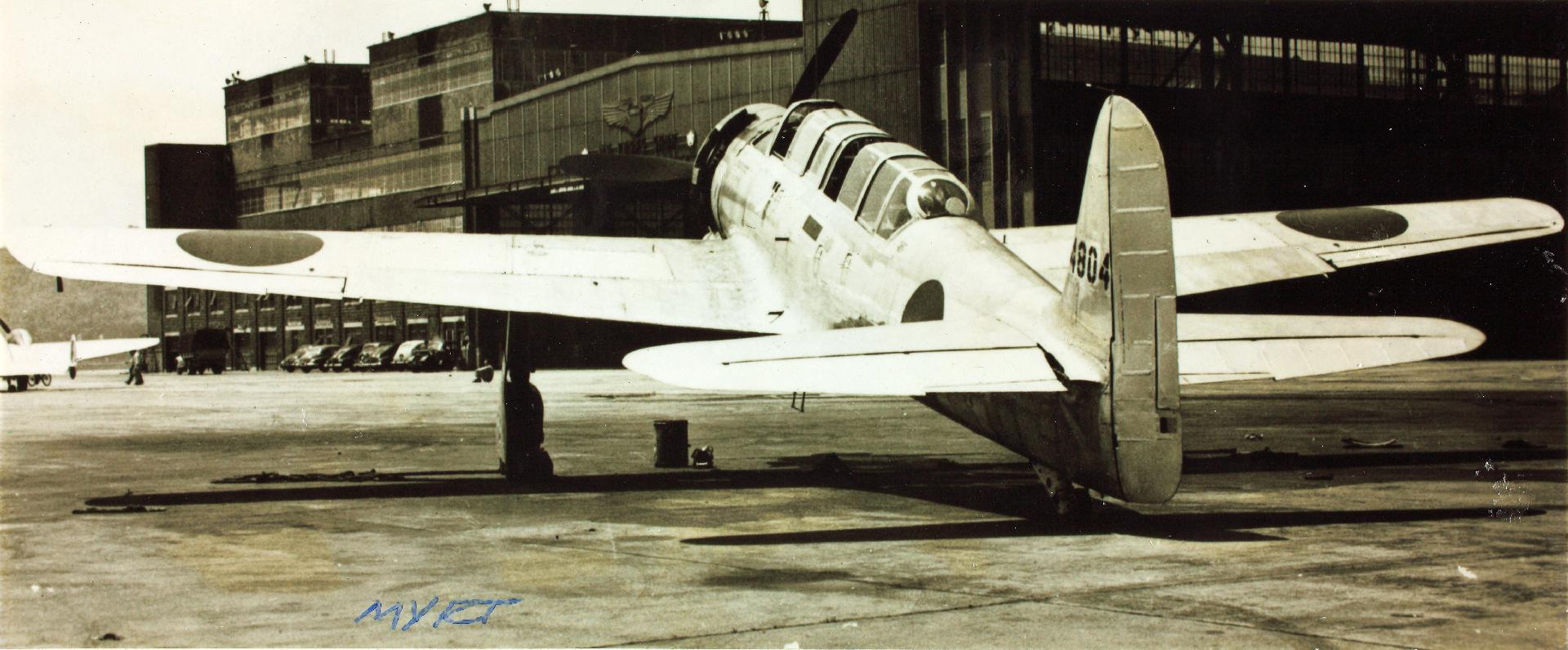
Nakajima C6N

### Transportflugzeuge und Lastensegler
- Nakajima DC-2 »Tess« (1936) – Lizenzbau der Douglas DC-2 durch Nakajima; requiriertes Passagierflugzeug der Dai Nippon Kōkū
- Nakajima/Showa L2D »Tabby« (1939) – Lizenzbau der Douglas DC-3 durch Nakajima und Showa

Zivile Douglas DC-2 in japanischem Dienst
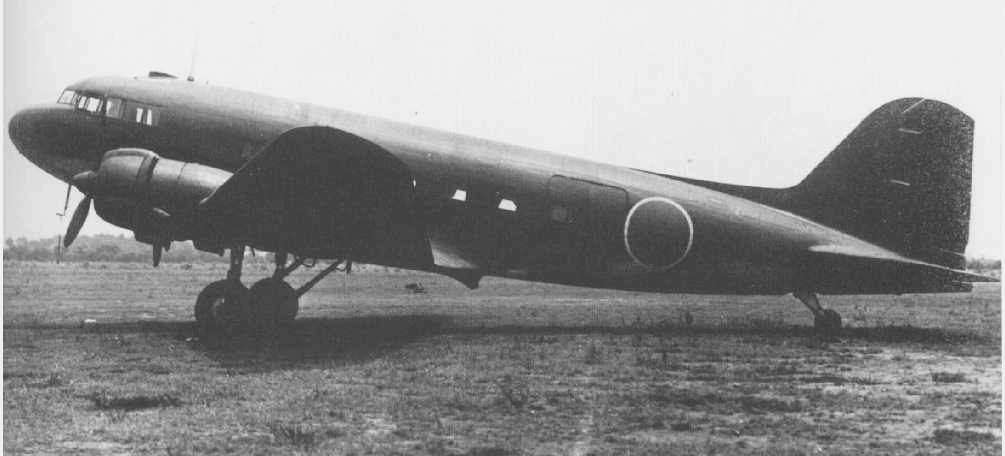
Douglas L2D

### Schul- und Verbindungsflugzeuge
Anfänger-Schulflugzeuge
- Yokosuka K2Y (1928) – Doppeldecker, Weiterentwicklung der Avro 504
- Kyūshū K9W Momiji »Cypress« (1942) – Doppeldecker, Lizenzbau der Bücker Bü 131 Jungmann, baugleich mit Ki-86 der Heeresluftwaffe

Fortgeschrittenen-Schulflugzeuge
- Yokosuka K5Y »Willow« (1933) – Doppeldecker
- Kyūshū K10W »Oak« (1941) – Lizenzbau der North American NA-16

Besatzungs-Schulflugzeuge
- Mitsubishi K3M »Pine« (1930)
- Kyūshū K11W Shiragiku (1942)

Schulgleiter
- Yokosuka MXY-8 Akigusa (1944) – zur Pilotenschulung für die J8M, auch als Ku-13 der Heeresluftwaffe geplant

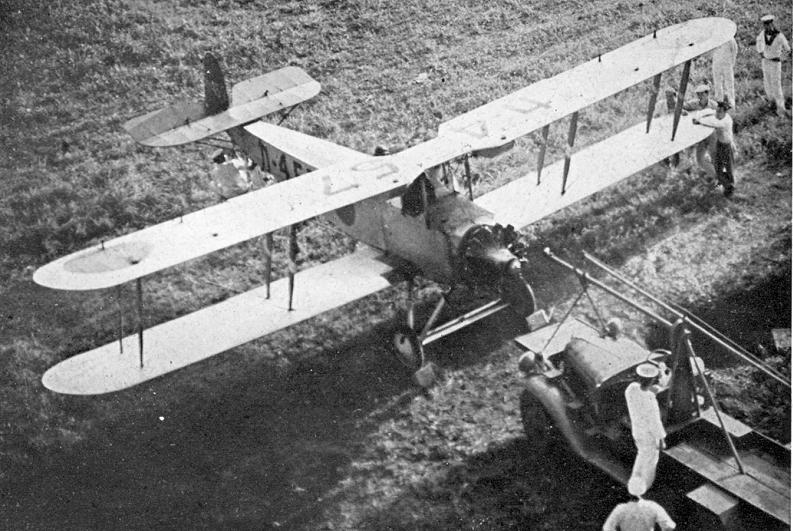
Yokosuka K2Y
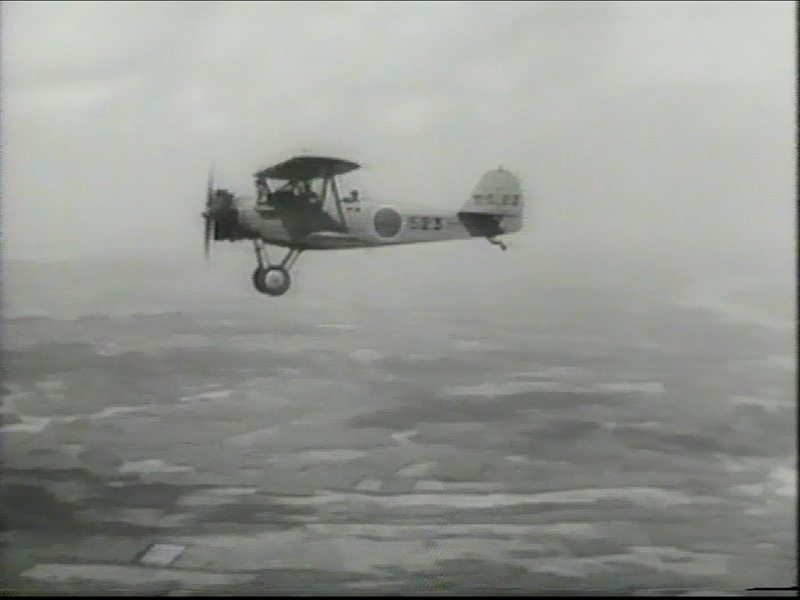
Yokosuka K5Y
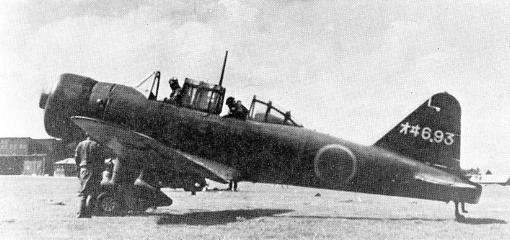
Kyūshū K10W
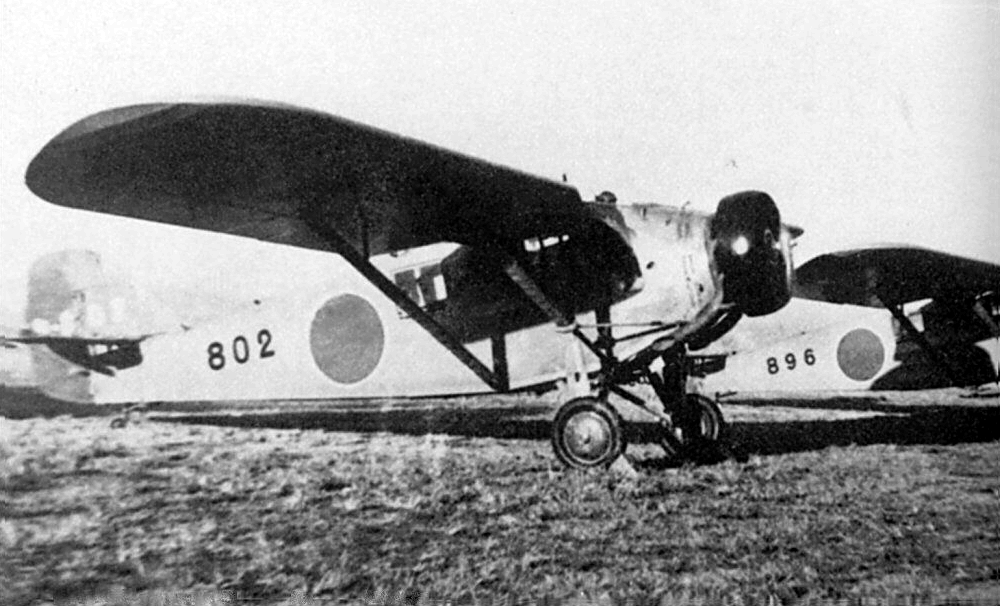
Mitsubishi K3M
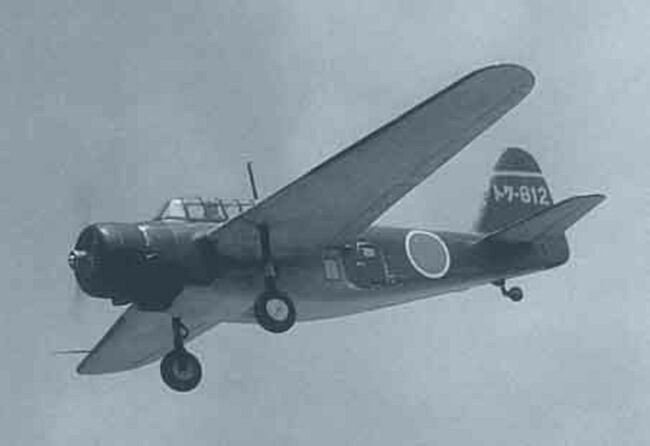
Kyūshū K11W
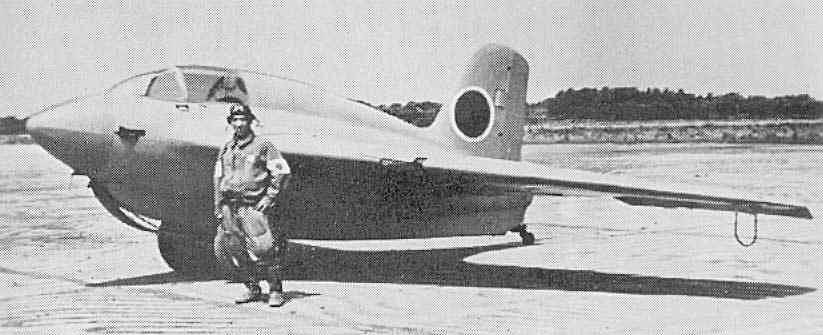
Yokosuka MXY-8

### Wasserflugzeuge
Schwimmerflugzeuge

Schwimmerflugzeuge wurden üblicherweise als Bordflugzeuge eingesetzt, andere Verwendungen sind gesondert angegeben.
- Kawanishi E7K »Alf« (1933) – Doppeldecker
- Nakajima E8N »Dave« (1934) – Doppeldecker
- Aichi E13A »Jake« (1939)
- Yokosuka E14Y »Glen« (1939) – U-Boot-gestütztes kleines Aufklärungsflugzeug
- Kawanishi E15K Shiun »Norm« (1941)
- Aichi E16A Zuiun »Paul« (1942)
- Mitsubishi F1M »Pete« (1936) – Doppeldecker
- Yokosuka K4Y (1930) – Anfänger-Schulflugzeug
- Aichi M6A Seiran (1943) – U-Boot-gestützter leichter Bomber
- Nakajima A6M2-N »Rufe« (1942) – Jagdflugzeug, Schwimmer-Variante der A6M
- Kawanishi N1K1 Kyofu »Rex« (1942) – Jagdflugzeug

Flugboote

Flugboote wurden üblicherweise als Seefernaufklärer eingesetzt, andere Verwendungen sind gesondert angegeben.
- Aichi E11A »Laura« (1937) – Doppeldecker, schiffsgestützter Nachtaufklärer
- Yokosuka H5Y »Cherry« (1936)
- Kawanishi H6K »Mavis« (1936)
- Kawanishi H8K »Emily« (1940) – auch Transportflugboot
- Aichi H9A (1940) – Schulflugboot

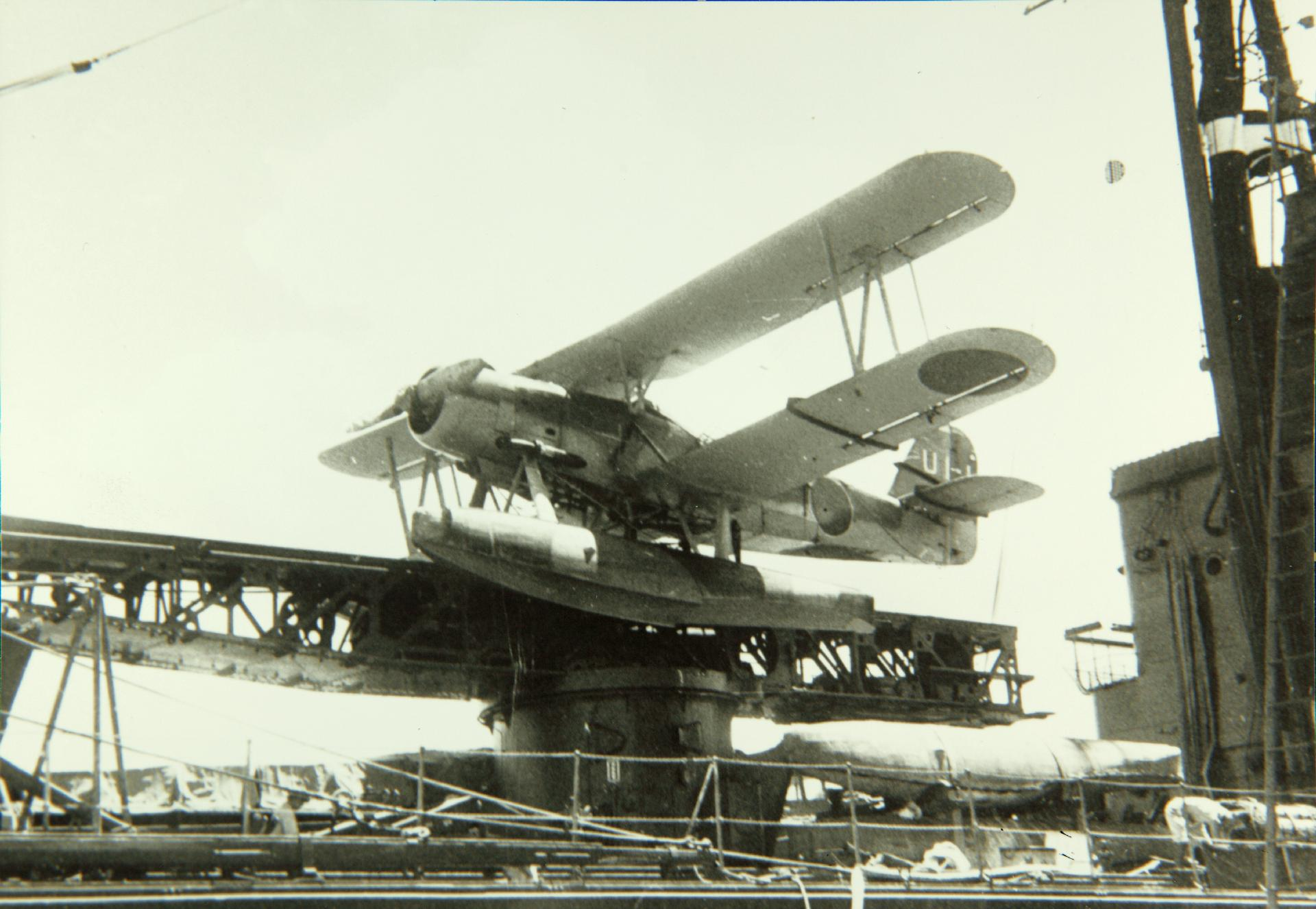
Kawanishi E7K
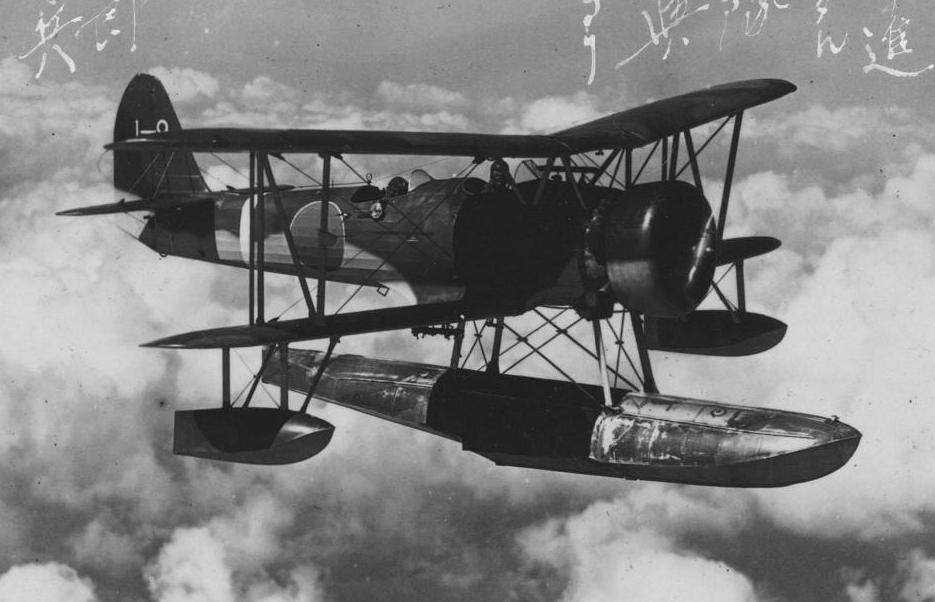
Nakajima E8N
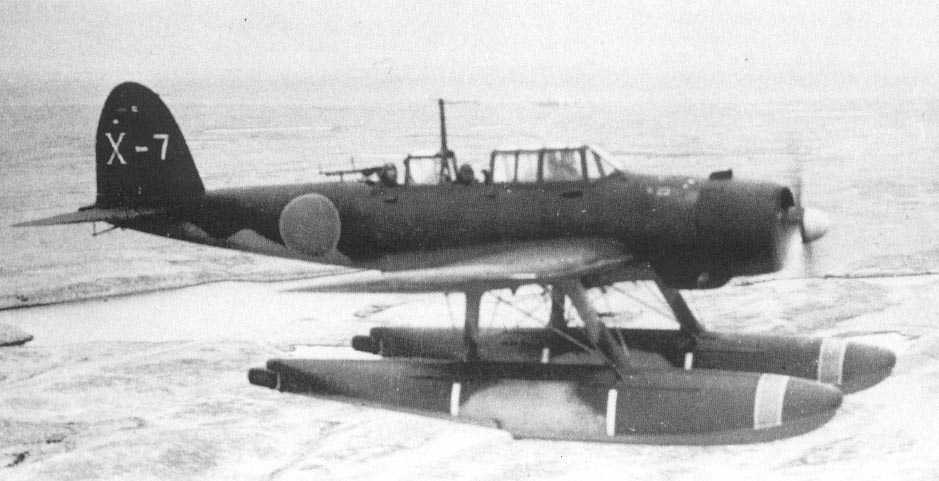
Aichi E13A
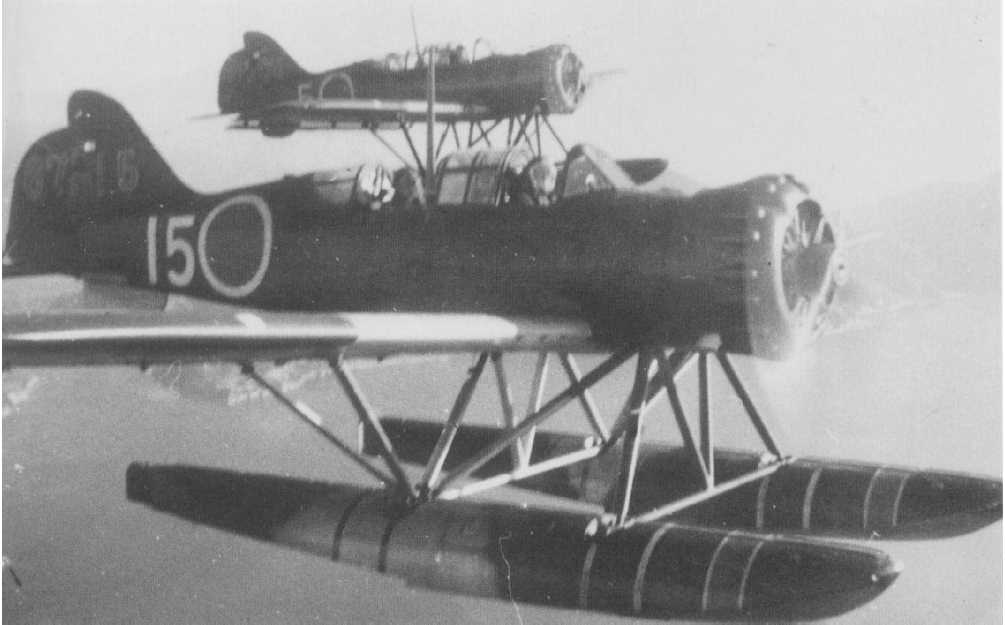
Yokosuka E14Y
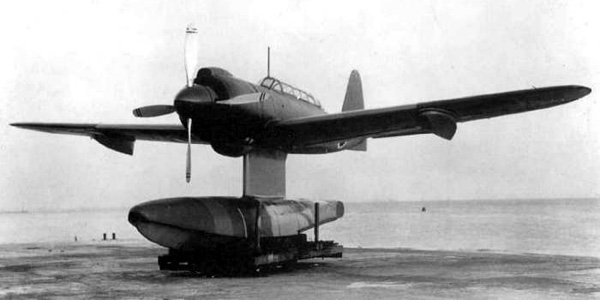
Kawanishi E15K
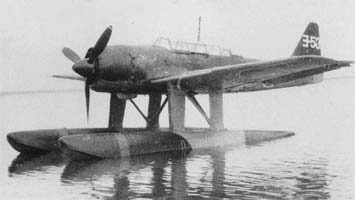
Aichi E16A
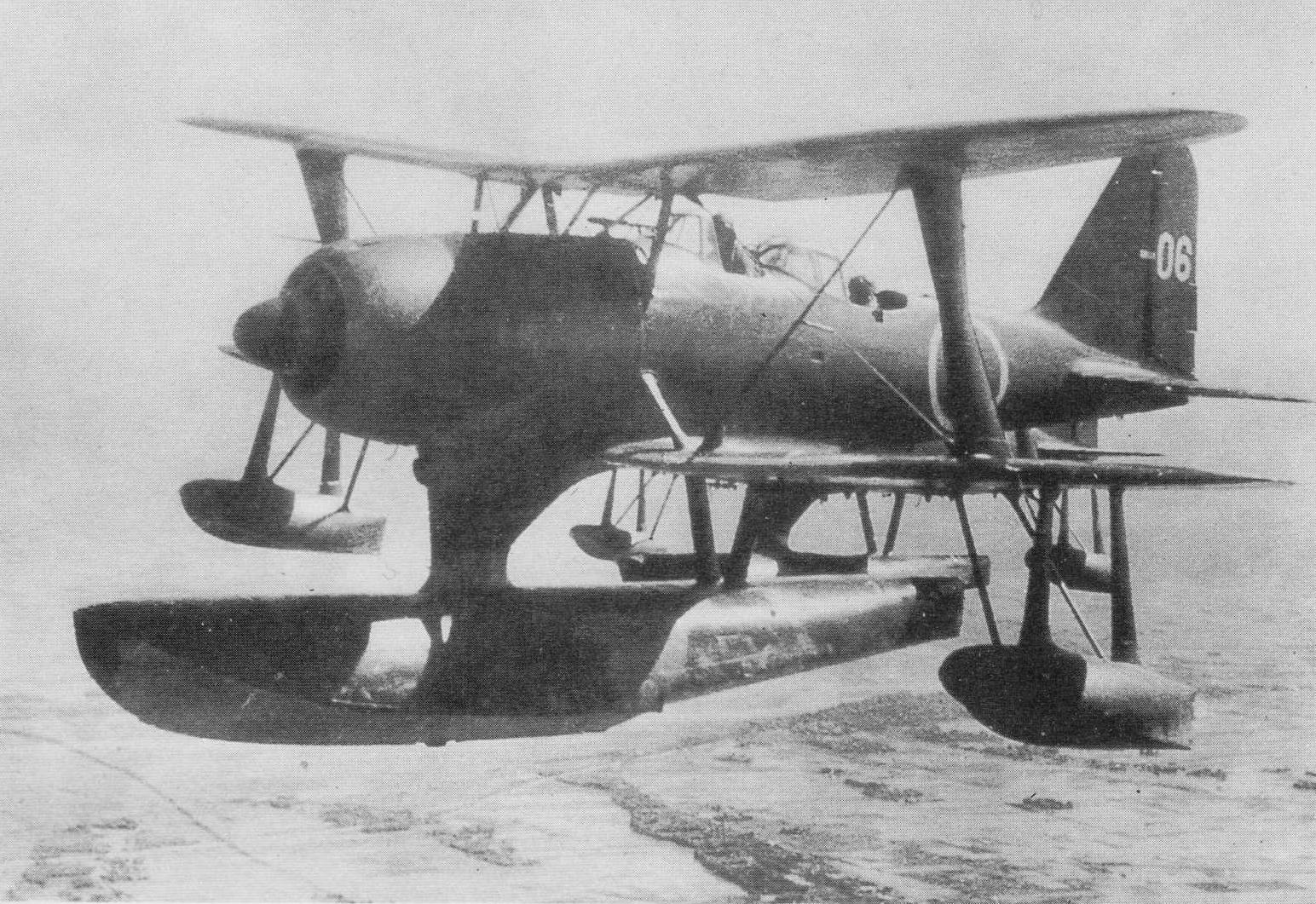
Mitsubishi F1M
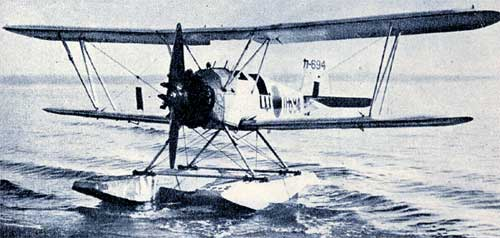
Yokosuka K4Y
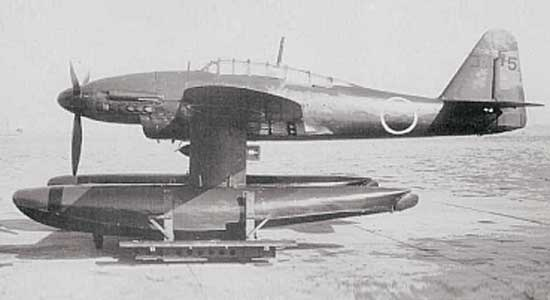
Aichi M6A
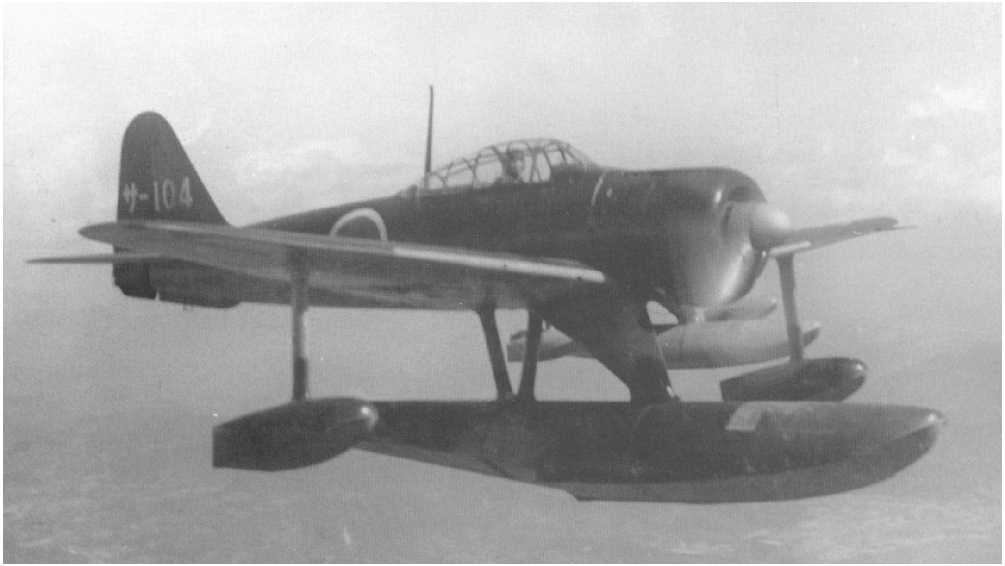
Nakajima A6M2-N
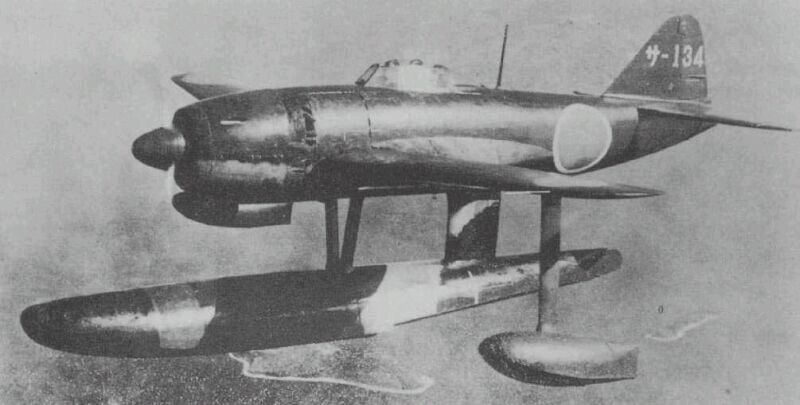
Kawanishi N1K1
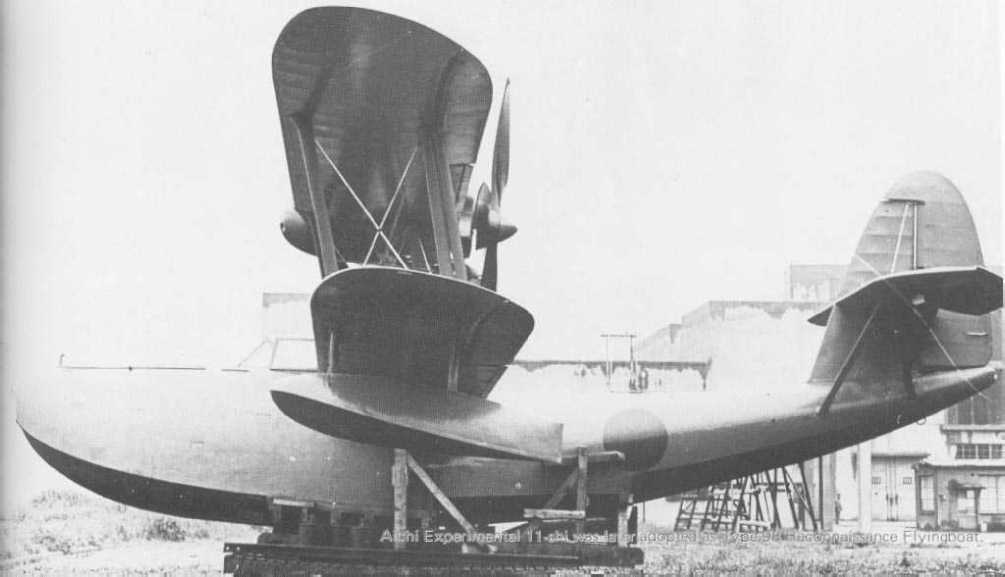
Aichi E11A
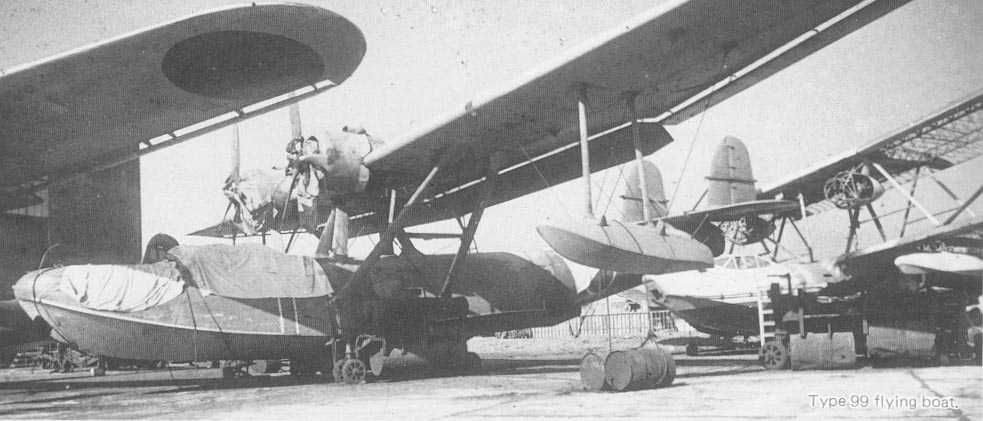
Yokosuka H5Y
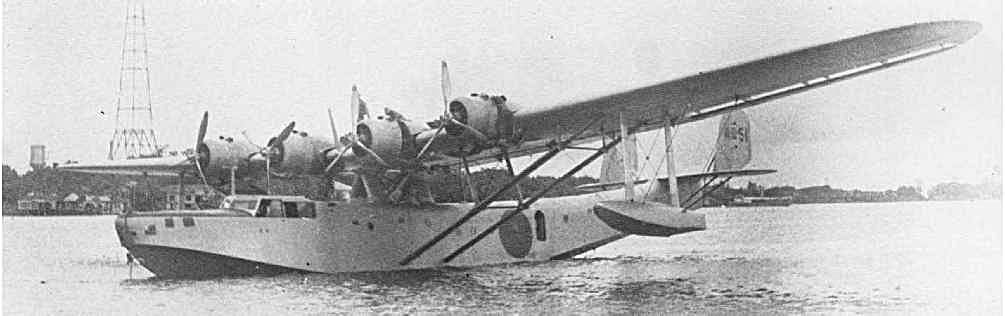
Kawanishi H6K
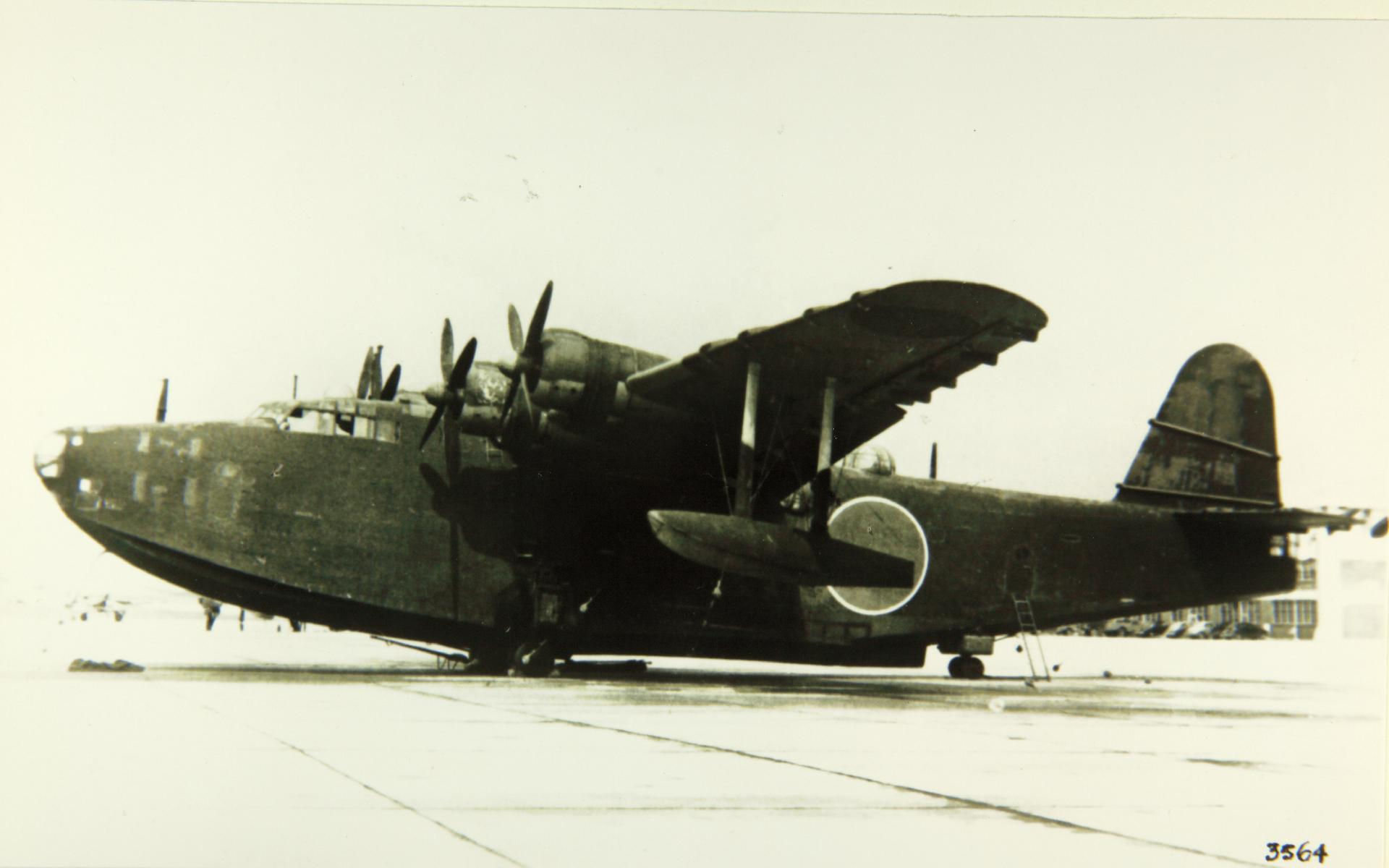
Kawanishi H8K
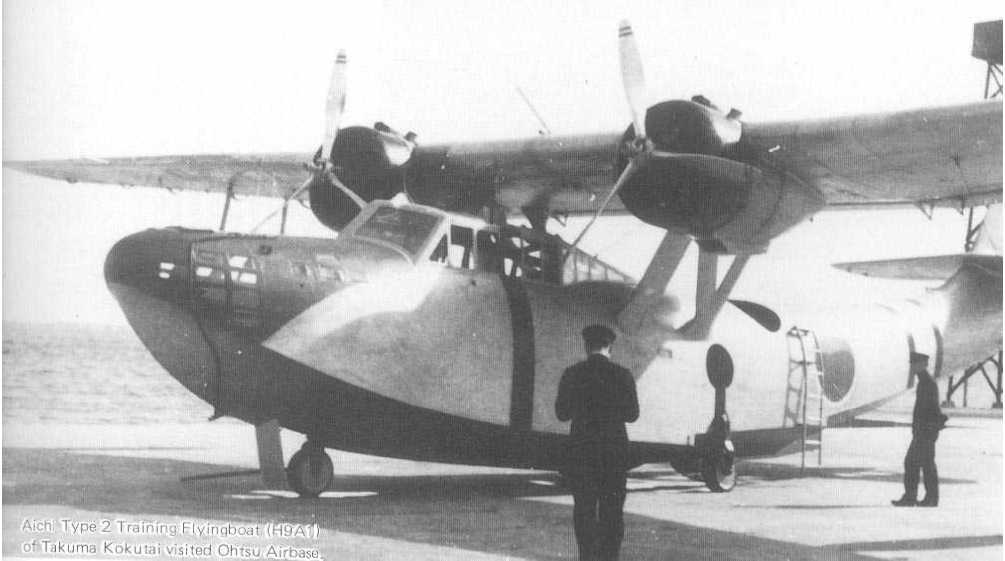
Aichi H9A
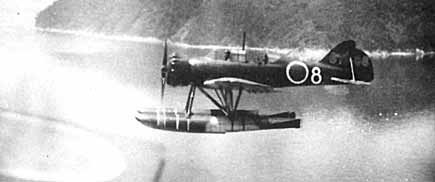
Yokosuka E14Y

### Versuchsmuster und Prototypen
Jagdflugzeuge
- Nakajima J5N Tenrai (1944) – zweimotoriger Höhenabfangjäger
- Kyūshū J7W Shinden (1945) – Canard-Abfangjäger mit Druckpropeller
- Mitsubishi J8M Shusui (1945) – Raketen-Abfangjäger ähnlich der Messerschmitt Me 163, auch als Ki-200 der Heeresluftwaffe geplant
- Aichi S1A Denko – zweimotoriger Nachtjäger, Prototypen 1945 vor Erstflug bei Luftangriffen zerstört

Bombenflugzeuge
- Yokosuka D3Y1-K Myojo (1945) – Holzbauvariante der D3A als Übungsbomber, Serienbau als Kamikaze-Flugzeug D5Y geplant
- Nakajima G5N Shinzan »Liz« (1941) – viermotoriger Bomber, Weiterentwicklung der Douglas DC-4E
- Nakajima G8N Renzan »Rita« (1944) – viermotoriger Langstreckenbomber
- Nakajima Kikka (1945) – zweistrahliger Bomber ähnlich der Messerschmitt Me 262

Aufklärungsflugzeuge
- Yokosuka R2Y Keiun (1945) – Mittelmotor hinter Cockpit

Transportflugzeuge und Lastensegler
- Yokosuka MXY-5 (1942) – Lastensegler

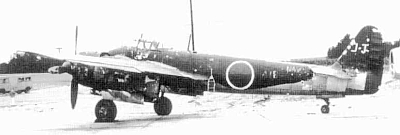
Nakajima J5N
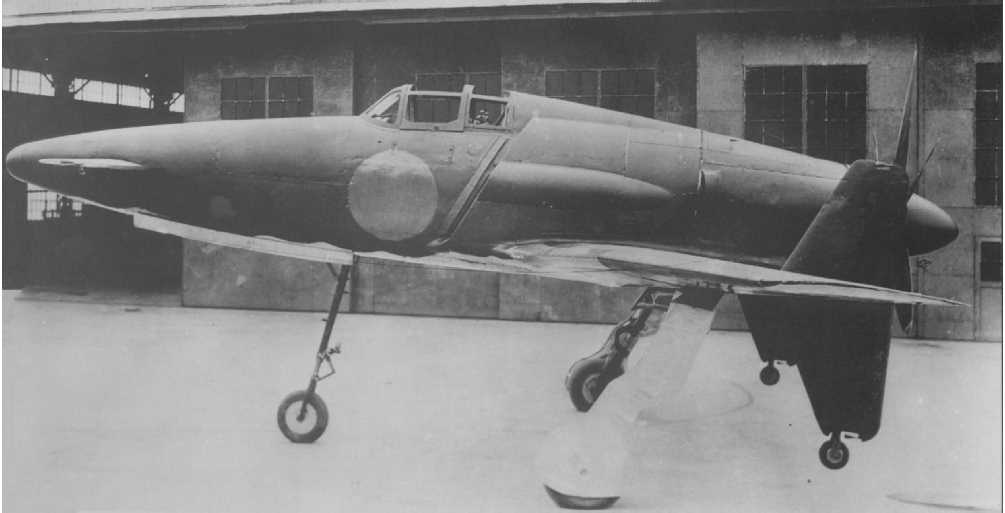
Kyūshū J7W
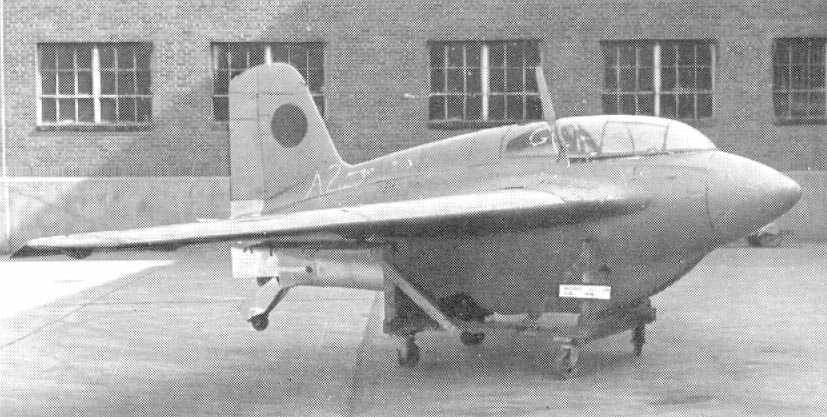
Mitsubishi J8M
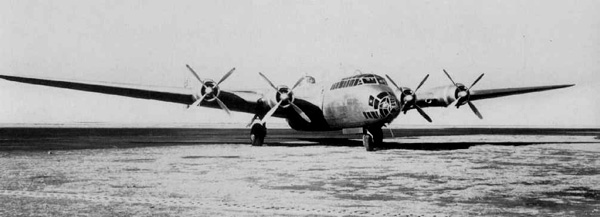
Nakajima G5N
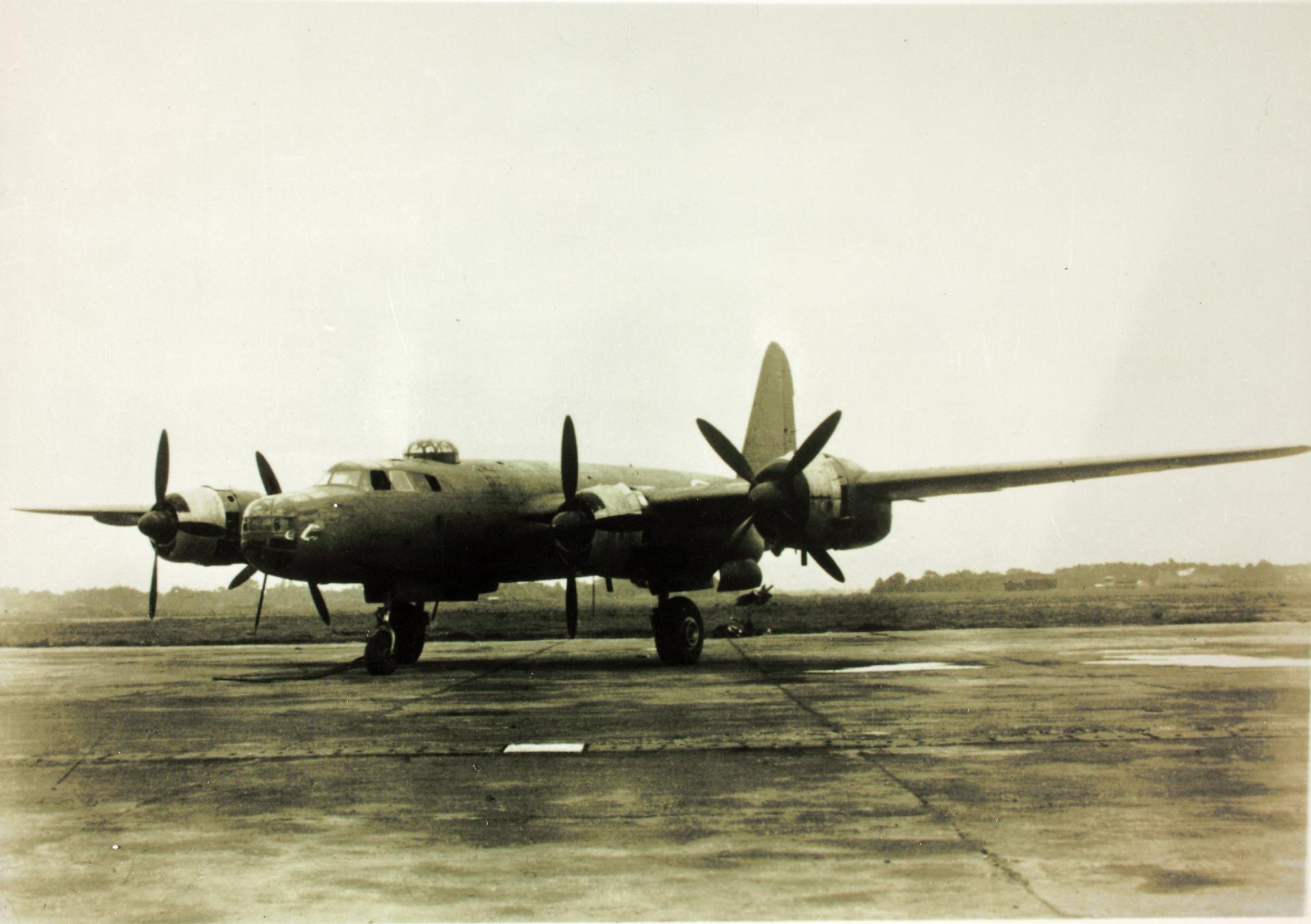
Nakajima G8N
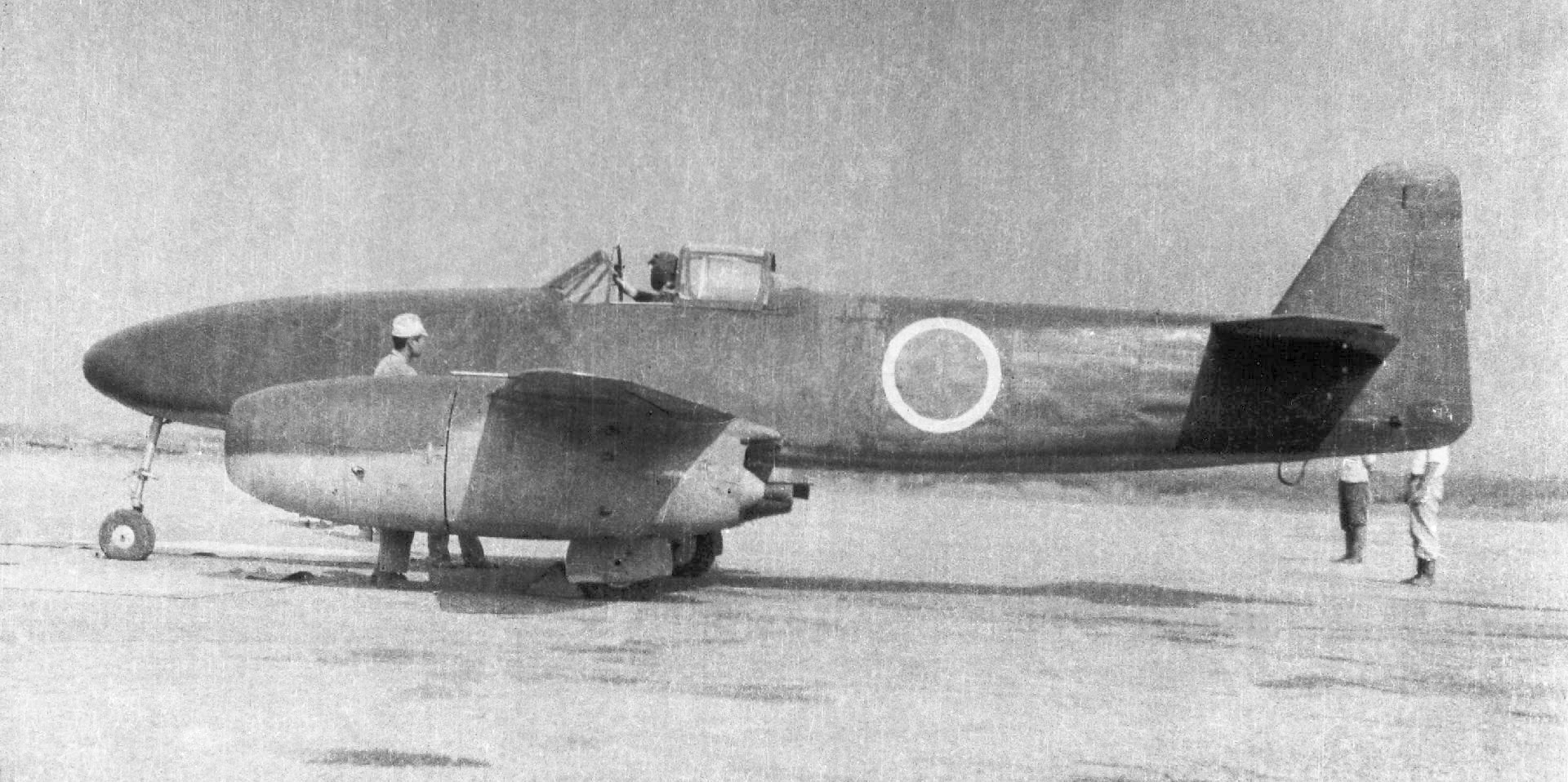
Nakajima Kikka
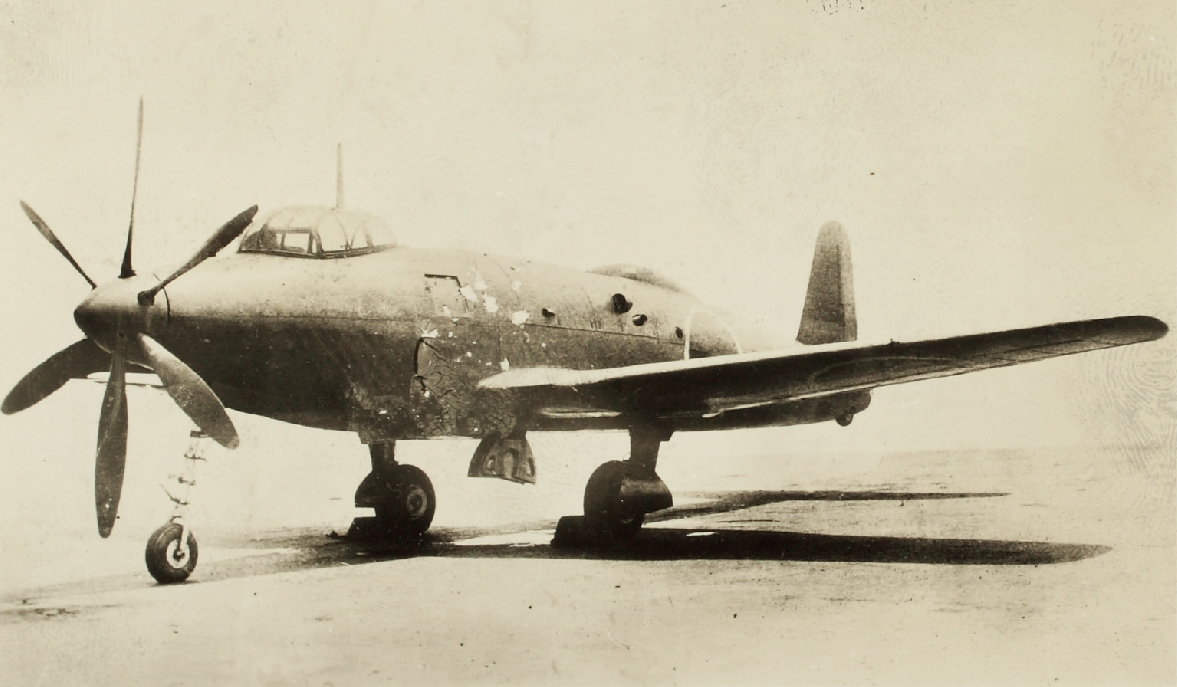
Yokosuka R2Y
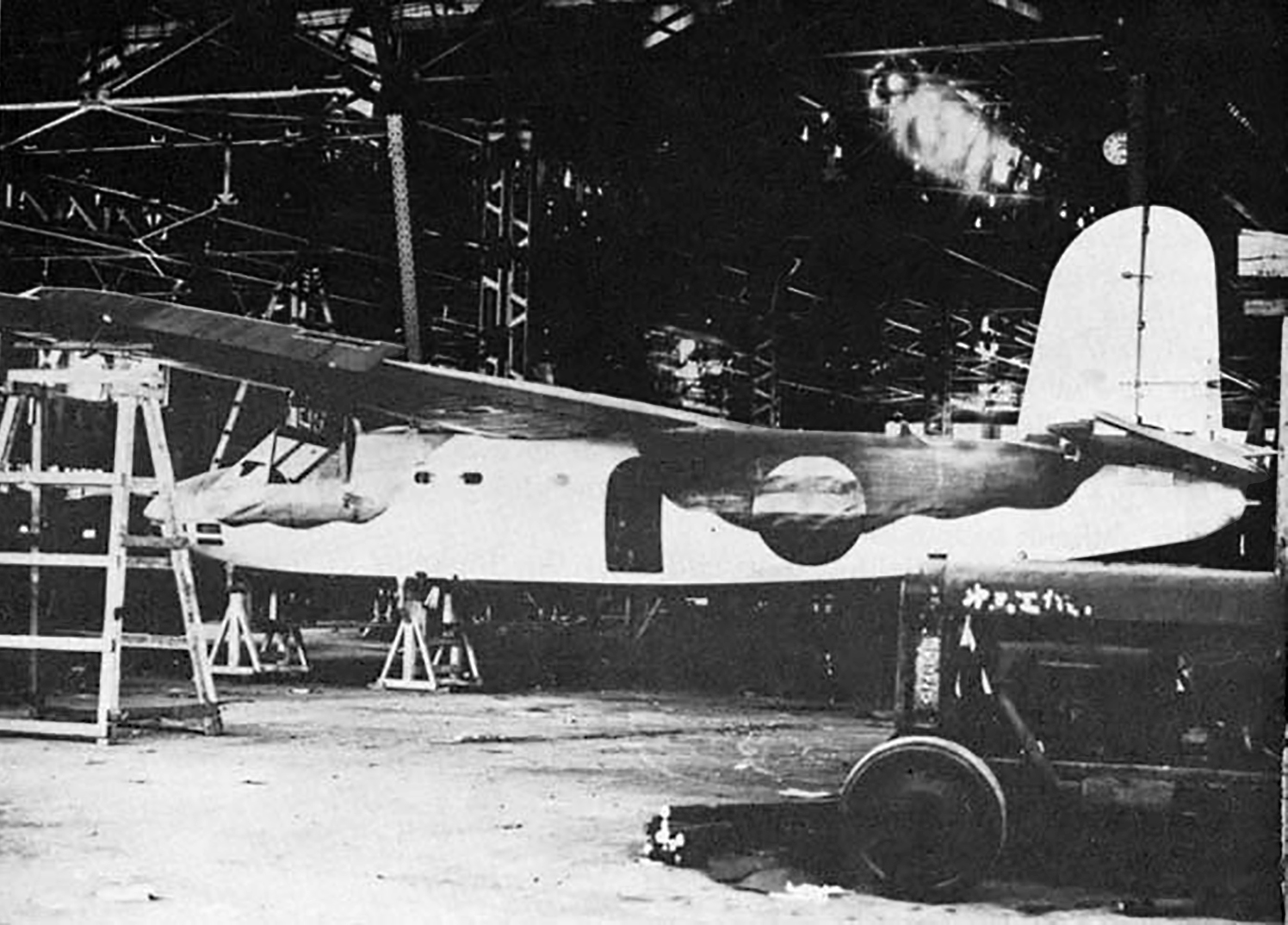
Yokosuka MXY-5